# Primera C 2022 (Colombia)
El Torneo Nacional Interclubes Primera C 2022 o simplemente Primera C 2022 fue la vigésimo primera (21.a) edición del torneo de tercera división del fútbol en Colombia, el cual es de carácter aficionado. El torneo es organizado por Difutbol. El defensor del título, Filipenses reaparece con el nombre de Turbo F. C. La edición no contó con ascenso a segunda división al igual que el torneo anterior.

## Sistema de juego
Cada equipo debió pagar 5 500 000 pesos colombianos por inscripción ante la División Aficionada del Fútbol Colombiano; no hay límite de edad en las plantillas que pueden tener hasta  un máximo de 30 jugadores. Al final del torneo se definió que se repartirán en premios a los dos equipos finalistas: 150 millones de pesos al campeón, 100 millones al subcampeón, 20 millones al goleador y 15 millones a la valla menos vencida. Si al finalizar las jornadas correspondientes hay dos o más equipos empatados en puntos su posición será determinada atendiendo a los siguientes criterios que son diferentes a los utilizados en el fútbol profesional:
1. Mayor número de partidos ganados.
2. Mayor diferencia de goles.
3. Mayor promedio de goles (Goles a favor divididos por goles en contra).
4. Mayor número de goles a favor.
5. Menor número de goles en contra.
6. Lanzamientos desde el punto penal si es fase eliminatoria.
7. Juego limpio.

|                   | Formato | Clasificación a     |
| ----------------- | --- | ------------------- |
| Fase de grupos    | - La Fase I se jugará dividiendo a los equipos participantes en grupos regionales. En los grupos de 4, 5 y 6 participantes clasificarán 2 equipos, en los grupos de 7 y 8 pasarán 3, en los grupos de 9 y 10 clubes, habrá 4 clasificados y por último en los grupos de 11 y 12 participantes pasarán 5. No obstante, Difutbol al terminar la fase de grupos puede otorgar más cupos debido a que no se especifica el sistema de juego en el reglamento y puede modificarse en el transcurso del torneo. | - Fase eliminatoria |
| Fase eliminatoria | - Los clasificados jugarán partidos de eliminación directa a doble partido hasta la final. En las fases donde haya un número impar de equipos clasificará el mejor perdedor, hasta obtener un campeón. |                     |

## Equipos participantes
| Alianza Platanera           | Antioquia          | Medellín             |
| Atlético Urabaense          | Antioquia          | Medellín             |
| Deportivo Bello             | Antioquia          | Bello                |
| Sellos Colombianos          | Antioquia          | Medellín             |
| Soccer Law                  | Antioquia          | Barbosa              |
| Independiente Sabaneta      | Antioquia          | Sabaneta             |
| Academia de Urabá           | Antioquia          | La Estrella          |
| Atlético Nacional "B"       | Antioquia          | Medellín             |
| Itagüí Soccer               | Antioquia          | Itagüí               |
| Medellín City               | Antioquia          | Medellín             |
| Panteras F. C.              | Antioquia          | Medellín             |
| Politécnico Jaime Isaza     | Antioquia          | Medellín             |
| Total Soccer                | Antioquia          | La Ceja              |
| Sueños Dorados              | Antioquia          | Caucasia             |
| Semillas de Vida y Paz      | Antioquia          | Medellín             |
| Atlético Chocó              | Chocó              | Itsmina              |
| Linaje                      | Chocó              | Quibdó               |
| Nueva Generación Tadó       | Chocó              | Tadó                 |
| Atrato River                | Chocó              | El Atrato            |
| Los Paye                    | Chocó              | Quibdó               |
| Atlético San Juan           | Chocó              | Medio San Juan       |
| Mineritos Tadó              | Chocó              | Tadó                 |
| Masiaz                      | Caldas             | Manizales            |
| Manizales F. C.             | Caldas             | Manizales            |
| Atlético Cartago            | Valle del Cauca    | Cartago              |
| Atlético Arabia             | Risaralda          | Pereira              |
| Atlético Cafetero           | Quindío            | Armenia              |
| Club Andrés Escobar         | Risaralda          | Dosquebradas         |
| La Cantera                  | Risaralda          | Dosquebradas         |
| Alianza F. C.               | Quindío            | La Tebaida           |
| Atlético Santa Rosa         | Risaralda          | Santa Rosa de Cabal  |
| Tigres del Quindío          | Quindío            | Armenia              |
| Fair Play Colombia          | Risaralda          | Pereira              |
| Mario Gimenez               | Risaralda          | Pereira              |
| Semillero de Titanes        | Caldas             | Salamina             |
| Atlético Tebaida            | Quindío            | La Tebaida           |
| Robinson Martinez           | Risaralda          | Pereira              |
| Acción Cívica               | Risaralda          | Dosquebradas         |
| Cortuluá "B"                | Valle del Cauca    | Tuluá                |
| Atlético Municipal          | Valle del Cauca    | Yotoco               |
| Depor Valencia              | Valle del Cauca    | Santiago de Cali     |
| El Cerrito                  | Valle del Cauca    | El Cerrito           |
| Magia F. C.                 | Valle del Cauca    | Tuluá                |
| Norte del Valle             | Valle del Cauca    | Sevilla              |
| Oros del Pacífico           | Valle del Cauca    | Buenaventura         |
| Racing Guacarí              | Valle del Cauca    | Guacarí              |
| Talentos G. V.              | Valle del Cauca    | Tuluá                |
| Valencia F. C.              | Valle del Cauca    | Santiago de Cali     |
| Ventura F. C.               | Valle del Cauca    | Buenaventura         |
| Independiente Popayán       | Cauca              | Popayán              |
| Club Locos por el fútbol    | Cauca              | Popayán              |
| Escape con el Deporte       | Cauca              | Puerto Tejada        |
| Olimpia Pandiguando         | Cauca              | Popayán              |
| Atlético Puerto Tejada      | Cauca              | Puerto Tejada        |
| DeporCauca                  | Cauca              | Popayán              |
| Independiente Argelia       | Cauca              | Argelia              |
| Independiente Argelia "B"   | Cauca              | Argelia              |
| Locos por el Fútbol "B"     | Cauca              | Popayán              |
| Deportivo Tumaco            | Nariño             | Tumaco               |
| Unión Pacífico Sur          | Nariño             | Tumaco               |
| Deportivo La Sabana         | Nariño             | Túquerres            |
| Atlético Nariño             | Nariño             | Pasto                |
| Will Nariño                 | Nariño             | Pasto                |
| Estudiantes F. C.           | Nariño             | Pasto                |
| Boca Juniors Nariño         | Nariño             | Pasto                |
| Real Falcón                 | Nariño             | Pasto                |
| Halcones                    | Nariño             | Túquerres            |
| Elite F. C.                 | Nariño             | Pasto                |
| Estudiantes de La Plata     | Bogotá             | Bogotá               |
| Universidad Sergio Arboleda | Bogotá             | Bogotá               |
| Academia Internacional      | Bogotá             | Bogotá               |
| Tigres "B"                  | Bogotá             | Bogotá               |
| Caterpillar Motor           | Bogotá             | Bogotá               |
| Sparta F. C.                | Bogotá             | Bogotá               |
| Corporación El Dorado       | Bogotá             | Bogotá               |
| Belhorizon                  | Bogotá             | Bogotá               |
| La Quinta Sport             | Bogotá             | Bogotá               |
| Banfield                    | Bogotá             | Bogotá               |
| Unión Bogotá                | Bogotá             | Bogotá               |
| Juventus                    | Bogotá             | Bogotá               |
| Fair Play                   | Bogotá             | Bogotá               |
| Estrella Roja               | Bogotá             | Bogotá               |
| Quilmes                     | Bogotá             | Bogotá               |
| Asociación Cristiana        | Bogotá             | Bogotá               |
| Águilas Bacatá              | Bogotá             | Bogotá               |
| Fuerzas Armadas             | Bogotá             | Bogotá               |
| First Level                 | Bogotá             | Bogotá               |
| Juventus "B"                | Bogotá             | Bogotá               |
| Lyon F. C.                  | Bogotá             | Bogotá               |
| Distrito Elite              | Bogotá             | Bogotá               |
| Atlético Salitre            | Bogotá             | Bogotá               |
| Atlético Tigres             | Bogotá             | Bogotá               |
| Bicentenario                | Casanare           | Yopal                |
| Alianza Llanos              | Meta               | Villavicencio        |
| Llaneros "B"                | Meta               | Villavicencio        |
| Atlético del Oriente        | Casanare           | Yopal                |
| Unitropico                  | Casanare           | Yopal                |
| Real Cumare                 | Meta               | Cumaral              |
| Unión Casanare              | Casanare           | Maní                 |
| Promesas del Llano          | Casanare           | Yopal                |
| Academia Blanco y Negro     | Cundinamarca       | Chía                 |
| AS F. C.                    | Cundinamarca       | Soacha               |
| Deportivo La Mesa           | Cundinamarca       | La Mesa              |
| Invictus Ubaté              | Cundinamarca       | Ubaté                |
| Cerro Pionono               | Cundinamarca       | Sopó                 |
| Catenaccio F. C.            | Cundinamarca       | Zipaquirá            |
| Libertad                    | Cundinamarca       | Soacha               |
| Talentos Colombia           | Cundinamarca       | Sibaté               |
| Suramericano F. C.          | Boyacá             | Tunja                |
| Nueva Generación            | Boyacá             | Duitama              |
| Atlético Flamengo           | Cundinamarca       | Cota                 |
| Club Santoto                | Boyacá             | Tunja                |
| Soccer Star                 | Cundinamarca       | Facatativá           |
| Sabana Norte                | Cundinamarca       | Chía                 |
| ITFIP                       | Tolima             | El Espinal           |
| Fiorentina F. C.            | Caquetá            | Florencia            |
| Deportivo Neiva             | Huila              | Neiva                |
| Juventud Huila              | Huila              | Neiva                |
| Sporting Caquetá            | Caquetá            | Florencia            |
| Deportivo EHC               | Huila              | Neiva                |
| Academia F. C.              | Huila              | Neiva                |
| Digar                       | Huila              | Garzón               |
| La Despensa                 | Tolima             | Cajamarca            |
| Ilusión Naranja             | Atlántico          | Barranquilla         |
| Deportivo Quique            | Magdalena          | Ciénaga              |
| Real Sabanalarga            | Atlántico          | Sabanalarga          |
| Caimanes del Magdalena      | Magdalena          | Ciénaga              |
| Club Cachorros              | Atlántico          | Barranquilla         |
| Beraca APK                  | Magdalena          | Fundación            |
| Estudiantes de la Provincia | Atlántico          | Sabanalarga          |
| Boca Juniors de Soledad     | Atlántico          | Soledad              |
| Cosmos Santo Tomás          | Atlántico          | Santo Tomás          |
| Academia Italiana           | Atlántico          | Barranquilla         |
| Caribe Sport                | Atlántico          | Barranquilla         |
| Bolívar F. C.               | Bolívar            | El Carmen de Bolívar |
| Real Mompox                 | Bolívar            | Mompox               |
| Happy Kids                  | Bolívar            | Cartagena            |
| Boquilla F. C.              | Bolívar            | Cartagena            |
| Paz y Futuro                | Bolívar            | San Juan Nepomuceno  |
| Fantasía Cartagena          | Bolívar            | Cartagena            |
| Deportiva Cartagena         | Bolívar            | Cartagena            |
| Celeste F. C.               | Bolívar            | Cartagena            |
| Unión San Jacinto           | Bolívar            | San Jacinto          |
| Balón Pie Positivo          | Bolívar            | Cartagena            |
| Academia Carmen             | Bolívar            | Cartagena            |
| Baby Sports                 | Magdalena          | El Banco             |
| Equipo Azul                 | Cesar              | Valledupar           |
| Unión Jaguera               | Cesar              | La Jagua de Ibirico  |
| Cóndor F. C.                | Cesar              | Valledupar           |
| Nápoles                     | Cesar              | Becerril             |
| Internacional               | Cesar              | Valledupar           |
| Los Embajadores             | Magdalena          | El Banco             |
| Sultanes FG                 | Cesar              | Valledupar           |
| Club Formativo La Paz       | Cesar              | La Paz               |
| Winner F. C.                | Cesar              | Valledupar           |
| San Diego                   | Cesar              | San Diego            |
| Deportivo J. M.             | La Guajira         | El Molino            |
| Guajira F. C.               | La Guajira         | Maicao               |
| Club Urimar                 | La Guajira         | Uribia               |
| Semillero Uribiero          | La Guajira         | Uribia               |
| Rey Pelé                    | Córdoba            | Montería             |
| Deportivo Urabá Antioquia   | Antioquia          | Chigorodó            |
| Turbo F. C.                 | Antioquia          | Turbo                |
| Tigres del Sinú             | Córdoba            | Tierralta            |
| Atlético Sinú               | Córdoba            | Cotorra              |
| Soccer Sahagunense          | Córdoba            | Sahagún              |
| Estrellas de Tierralta      | Córdoba            | Tierralta            |
| Independiente San Marcos    | Sucre              | San Marcos           |
| Juventud Real Magangué      | Bolívar            | Magangué             |
| Talento Corozalero          | Sucre              | Corozal              |
| Boca Juniors Sincelejo      | Sucre              | Sincelejo            |
| Once Sucre                  | Sucre              | Sincelejo            |
| Sampués F. C.               | Sucre              | Sampués              |
| Corsur Unión Urabá          | Sucre              | Coveñas              |
| Sabaneros                   | Sucre              | Sincelejo            |
| Fleming Three               | Sucre              | Tolú                 |
| Toluviejo                   | Sucre              | Tolú Viejo           |
| La Provincia                | Norte de Santander | Chinácota            |
| Cúcuta F. C.                | Norte de Santander | Cúcuta               |
| Atlético Chapinero          | Norte de Santander | Cúcuta               |
| Olímpicas Fútbol            | Norte de Santander | Cúcuta               |
| Internacional Patios        | Norte de Santander | Los Patios           |
| Santander del Norte         | Norte de Santander | Cúcuta               |
| Aniversario                 | Norte de Santander | Cúcuta               |
| Quinta Oriental             | Norte de Santander | Cúcuta               |
| Pamplona F. C.              | Norte de Santander | Pamplona             |
| Deportivo La Norte          | Norte de Santander | Villa del Rosario    |
| Futuro Rosarense            | Norte de Santander | Villa del Rosario    |
| Real Estudiantes            | Norte de Santander | Cúcuta               |
| Alto Pamplonita             | Norte de Santander | Cúcuta               |
| Sporting H. M.              | Norte de Santander | Cúcuta               |
| Astros de Guaimaral         | Norte de Santander | Cúcuta               |
| Olympic Club Deportivo      | Santander          | Floridablanca        |
| Talentos del Sur            | Bolívar            | Cantagallo           |
| Deportivo Ferry             | Santander          | Bucaramanga          |
| Real Bucaramanga            | Cesar              | Aguachica            |
| Real Soto Norte             | Santander          | El Playón            |
| River Plate Santander       | Santander          | Sabana de Torres     |
| Atlético Santander          | Santander          | Floridablanca        |

### Localización
| Bogotá, D. C.      | 24 | Estudiantes de La Plata, Universidad Sergio Arboleda, Academia Internacional, Tigres "B", Caterpillar Motor, Sparta F. C., Corporación El Dorado, Belhorizon, La Quinta Sport, Banfield Taladro, Unión Bogotá, Juventus, Fair Play, Estrella Roja, Quilmes, Asociación Cristiana, Águilas Bacatá, Fuerzas Armadas, First Level, Juventus "B", Lyon, Distrito Elite, Atlético Salitre, Atlético Tigres |
| Antioquia          | 17 | Club Deportivo Bello, Sueños Dorados, Deportivo Urabá Antioquia, Itagüí Soccer, Academia de Urabá, Alianza Platanera, Atlético Urabaense, Sellos Colombianos, Soccer Law, Atlético Nacional "B", Medellín City, Panteras F. C., Politécnico Jaime Isaza, Total Soccer, Semillas de Vida y Paz, Independiente Sabaneta, Turbo F. C.                                                                    |
| Norte de Santander | 15 | La Provincia, Cúcuta F. C., Atlético Chapinero, Olímpicas Fútbol, Internacional Patios, Santander del Norte, Aniversario, Quinta Oriental, Pamplona F. C., Deportivo La Norte, Futuro Rosarense, Real Estudiantes, Alto Pamplonita, Sporting H. M., Astros de Guaimaral. |
| Bolívar            | 13 | Bolívar F. C., Real Mompox, Happy Kids, Boquilla F. C., Paz y Futuro, Fantasía Cartagena, Deportiva Cartagena, Celeste F. C., Unión San Jacinto, Balón Pie Positivo, Academia Carmen, Juventud Real Magangué, Talentos del Sur. |
| Valle del Cauca    | 12 | Atlético Cartago, Cortuluá "B", Atlético Municipal, Depor Valencia, El Cerrito, Magia F. C., Norte del Valle, Oros del Pacífico, Racing Guacarí, Talentos G. V., Valencia F. C., Ventura F. C. |
| Cundinamarca       | 11 | Academia Blanco y Negro, AS F. C., Deportivo La Mesa, Invictus Ubaté, Cerro Pionono, Catenaccio F. C., Libertad, Talentos Colombia, Atlético Flamengo, Soccer Star, Sabana Norte. |
| Cesar              | 10 | Equipo Azul, Unión Jaguera, Cóndor F. C., Nápoles, Internacional, Sultanes FG, Club Formativo La Paz, Winner F. C., San Diego, Real Bucaramanga |
| Nariño             | 10 | Deportivo Tumaco, Unión Pacífico Sur, Deportivo La Sabana, Atlético Nariño, Will Nariño, Estudiantes F.C., Boca Juniors Nariño, Real Falcón, Halcones, Elite F. C. |
| Cauca              | 9  | Independiente Popayán, Club Locos por el fútbol, Escape con el Deporte, Olimpia Pandiguando, Atlético Puerto Tejada, DeporCauca, Independiente Argelia, Independiente Argelia "B", Locos por el Fútbol "B" |
| Sucre              | 9  | Independiente San Marcos, Talento Corozalero, Boca Juniors Sincelejo, Once Sucre, Sampués F. C., Corsur Unión Urabá, Sabaneros, Fleming Three, Toluviejo F. C. |
| Atlántico          | 8  | Ilusión Naranja, Real Sabanalarga, Club Cachorros, Estudiantes de la Provincia, Boca Juniors de Soledad, Club Cosmos Santo Tomás, Academia Italiana, Caribe Sport. |
| Risaralda          | 8  | Atlético Arabia, Club Andrés Escobar, La Cantera, Atlético Santa Rosa, Fair Play Colombia, Mario Gimenez, Robinson Martinez, Acción Cívica. |
| Chocó              | 7  | Atlético Chocó, Linaje, Nueva Generación Tadó, Atrato River, Los Paye, Atlético San Juan, Mineritos Tadó |
| Casanare           | 5  | Bicentenario, Atlético del Oriente, Unitropico, Unión Casanare, Promesas del Llano. |
| Córdoba            | 5  | Rey Pelé, Tigres del Sinú, Atlético Sinú, Soccer Sahagunense, Estrellas de Tierralta. |
| Huila              | 5  | Deportivo Neiva, Juventud Huila, Deportivo EHC, Academia F. C., Digar. |
| Magdalena          | 5  | Deportivo Quique, Caimanes del Magdalena, Beraca APK, Baby Sports, Los Embajadores. |
| Santander          | 5  | Olympic Club Deportivo, Deportivo Ferry, Real Soto Norte, River Plate Santander, Atlético Santander. |
| La Guajira         | 4  | Deportivo J. M., Guajira F. C., Club Urimar, Semillero Uribiero. |
| Quindío            | 4  | Atlético Cafetero, Alianza F. C. La Tebaida, Tigres del Quindío, Atlético Tebaida. |
| Boyacá             | 3  | Suramericano F. C., Nueva Generación, Club Deportivo Santoto. |
| Caldas             | 3  | Masiaz, Manizales F. C., Semillero de Titanes. |
| Meta               | 3  | Alianza Llanos, Llaneros "B", Real Cumare. |
| Caquetá            | 2  | Fiorentina F. C., Sporting Caquetá. |
| Tolima             | 2  | ITFIP, La Despensa. |

## Equipos retirados y descalificados
| Retirados:[cita requerida] - Baby Sports - Soccer Sahagunense - Alianza Platanera - Racing Guacarí - Independiente Sabaneta - La Quinta Sport |  | Descalificados: - Sueños Dorados - El Cerrito - Soccer Star - Robinson Martínez - Semillero de Titanes - Deportivo EHC - Deportivo La Mesa - Academia Carmen - Candelaria F. C. - Juventus |  | - Atlético Tigres - Politécnico Jaime Isaza - Atlético Cafetero - Deportivo La Sabana - Promesas del Llano - Sporting H. M. - Los Embajadores - Balón Pie Positivo - DeporCauca - Juventud Real Magangué |

## Fase de grupos
La primera fase dio inicio el 27 de marzo. Difutbol publica la conformación de cada grupo días antes de que estos inicien.

### Grupo A
| Pos. | Equipo                 | Pts. | PJ | G  | E | P  | GF | GC | Dif. | Clasificación |     | SLA | ATU | CDB | ACU | SEL | INS | ALP |
| ---- | ---------------------- | ---- | -- | -- | - | -- | -- | -- | ---- | ------------- | --- | --- | --- | --- | --- | --- | --- | --- |
| 1    | Soccer Law             | 30   | 12 | 10 | 0 | 2  | 30 | 13 | +17  | Segunda fase. |     | —   | 3–1 | 5–2 | 1–0 | 3–1 | 3–1 | 1–0 |
| 2    | Atlético Urabaense     | 30   | 12 | 10 | 0 | 2  | 30 | 14 | +16  | Segunda fase. |     | 2–1 | —   | 4–2 | 3–1 | 3–0 | 4–1 | 1–0 |
| 3    | Deportivo Bello        | 26   | 12 | 8  | 2 | 2  | 31 | 20 | +11  | Segunda fase. |     | 3–1 | 3–0 | —   | 6–3 | 1–1 | 2–0 | 1–0 |
| 4    | Academia de Urabá      | 14   | 12 | 4  | 2 | 6  | 17 | 22 | −5   |               |     | 0–2 | 0–1 | 3–3 | —   | 3–1 | 2–2 | 1–0 |
| 5    | Sellos Colombianos     | 13   | 12 | 4  | 1 | 7  | 18 | 32 | −14  |               | 1–5 | 3–6 | 3–4 | 3–2 | —   | 1–0 | 1–0 |     |
| 6    | Independiente Sabaneta | 10   | 12 | 3  | 1 | 8  | 13 | 24 | −11  | Retirado.     |     | 2–4 | 0–4 | 0–1 | 0–3 | 5–2 | —   | 1–0 |
| 7    | Alianza Platanera      | 0    | 12 | 0  | 0 | 12 | 0  | 14 | −14  | Retirado.     |     | 0–1 | 0–1 | 0–3 | 0–1 | 0–1 | 0–1 | —   |

 Fuente: Difutbol

### Grupo B
| Pos. | Equipo                  | Pts. | PJ | G  | E | P  | GF | GC | Dif. | Clasificación |     | TOT | MDC | NAL | PAN | ITA | POL | SVP | SUD |
| ---- | ----------------------- | ---- | -- | -- | - | -- | -- | -- | ---- | ------------- | --- | --- | --- | --- | --- | --- | --- | --- | --- |
| 1    | Total Soccer            | 32   | 14 | 10 | 2 | 2  | 38 | 15 | +23  | Segunda fase. |     | —   | 4–1 | 1–2 | 3–4 | 4–1 | 3–0 | 6–0 | 1–0 |
| 2    | Medellín City           | 29   | 14 | 9  | 2 | 3  | 25 | 18 | +7   | Segunda fase. |     | 0–2 | —   | 3–2 | 2–0 | 1–1 | 2–0 | 5–1 | 1–0 |
| 3    | Atlético Nacional "B"   | 27   | 14 | 8  | 3 | 3  | 29 | 17 | +12  | Segunda fase. |     | 3–3 | 4–1 | —   | 2–1 | 2–1 | 0–0 | 2–0 | 3–0 |
| 4    | Panteras F. C.          | 25   | 14 | 8  | 1 | 5  | 18 | 22 | −4   |               |     | 1–3 | 0–1 | 2–1 | —   | 3–2 | 1–0 | 2–0 | 1–0 |
| 5    | Itagüí Soccer           | 22   | 14 | 7  | 1 | 6  | 30 | 22 | +8   |               | 1–3 | 1–2 | 3–1 | 7–0 | —   | 1–0 | 3–0 | 1–0 |     |
| 6    | Politécnico Jaime Isaza | 16   | 14 | 4  | 4 | 6  | 15 | 16 | −1   | Expulsado     |     | 0–2 | 2–2 | 1–1 | 1–2 | 4–1 | —   | 2–0 | 1–0 |
| 7    | Semillas de Vida y Paz  | 9    | 14 | 2  | 3 | 9  | 10 | 37 | −27  |               |     | 2–2 | 1–3 | 1–5 | 0–0 | 2–6 | 1–1 | —   | 1–0 |
| 8    | Sueños Dorados          | 0    | 14 | 0  | 0 | 14 | 0  | 18 | −18  | Expulsado     |     | 0–1 | 0–1 | 0–1 | 0–1 | 0–1 | 0–3 | 0–1 | —   |

 Fuente: Difutbol

### Grupo C
| Pos. | Equipo                | Pts. | PJ | G | E | P  | GF | GC | Dif. | Clasificación |     | NGT | MIN | LIN | PAY | SJU | ATR | ATC |
| ---- | --------------------- | ---- | -- | - | - | -- | -- | -- | ---- | ------------- | --- | --- | --- | --- | --- | --- | --- | --- |
| 1    | Nueva Generación Tadó | 28   | 12 | 8 | 4 | 0  | 22 | 3  | +19  | Segunda fase. |     | —   | 2–0 | 2–0 | 1–1 | 1–1 | 4–0 | 1–0 |
| 2    | Mineritos Tadó        | 22   | 12 | 6 | 4 | 2  | 22 | 14 | +8   | Segunda fase. |     | 0–0 | —   | 1–0 | 3–4 | 3–3 | 3–0 | 3–0 |
| 3    | Linaje                | 21   | 12 | 7 | 0 | 5  | 24 | 13 | +11  | Segunda fase. |     | 0–2 | 1–2 | —   | 2–1 | 3–1 | 3–0 | 2–1 |
| 4    | Los Paye              | 20   | 12 | 6 | 2 | 4  | 23 | 18 | +5   |               |     | 0–2 | 0–0 | 1–2 | —   | 1–3 | 5–0 | 3–0 |
| 5    | Atlético San Juan     | 18   | 12 | 4 | 6 | 2  | 22 | 12 | +10  |               | 1–1 | 1–1 | 3–0 | 1–2 | —   | 1–1 | 4–0 |     |
| 6    | Atrato River          | 6    | 12 | 1 | 3 | 8  | 5  | 26 | −21  |               | 0–3 | 0–2 | 0–3 | 0–1 | 0–0 | —   | 1–1 |     |
| 7    | Atlético Chocó        | 1    | 12 | 0 | 1 | 11 | 9  | 40 | −31  |               | 0–3 | 4–5 | 0–9 | 4–5 | 0–0 | 0–2 | —   |     |

 Fuente: Difutbol

### Grupo D
| Pos. | Equipo              | Pts. | PJ | G  | E | P  | GF | GC | Dif. | Clasificación |     | CAR | MAS | MAN | LCA | ARA | ATC | AES | ALI |
| ---- | ------------------- | ---- | -- | -- | - | -- | -- | -- | ---- | ------------- | --- | --- | --- | --- | --- | --- | --- | --- | --- |
| 1    | Atlético Cartago    | 34   | 14 | 11 | 1 | 2  | 29 | 5  | +24  | Segunda fase. |     | —   | 0–0 | 1–0 | 0–1 | 6–0 | 3–0 | 1–0 | 4–0 |
| 2    | Masiaz              | 33   | 14 | 10 | 3 | 1  | 30 | 14 | +16  | Segunda fase. |     | 0–2 | —   | 1–1 | 3–2 | 5–1 | 3–1 | 4–0 | 2–1 |
| 3    | Manizales F. C.     | 26   | 14 | 8  | 2 | 4  | 24 | 9  | +15  | Segunda fase. |     | 2–1 | 0–1 | —   | 0–1 | 2–0 | 1–1 | 2–0 | 4–0 |
| 4    | La Cantera          | 20   | 14 | 6  | 2 | 6  | 25 | 26 | −1   |               |     | 0–4 | 1–2 | 3–2 | —   | 2–3 | 3–2 | 1–3 | 2–2 |
| 5    | Atlético Arabia     | 17   | 14 | 5  | 2 | 7  | 23 | 28 | −5   |               | 1–2 | 0–1 | 0–1 | 2–1 | —   | 3–3 | 4–0 | 5–0 |     |
| 6    | Atlético Cafetero   | 15   | 14 | 4  | 3 | 7  | 21 | 26 | −5   | Expulsado     |     | 0–2 | 1–2 | 0–3 | 1–2 | 2–0 | —   | 4–0 | 1–0 |
| 7    | Club Andrés Escobar | 7    | 14 | 2  | 1 | 11 | 12 | 36 | −24  |               |     | 0–1 | 2–4 | 0–4 | 0–4 | 1–1 | 1–2 | —   | 3–1 |
| 8    | Alianza F. C.       | 7    | 14 | 1  | 4 | 9  | 16 | 35 | −19  |               | 1–2 | 2–2 | 0–2 | 2–2 | 2–3 | 3–3 | 3–2 | —   |     |

 Fuente: Difutbol

### Grupo D2
| Pos. | Equipo               | Pts. | PJ | G  | E | P  | GF | GC | Dif. | Clasificación |     | TDQ | FPL | STR | MGI | ATT | ACI | ROM     | SEM |
| ---- | -------------------- | ---- | -- | -- | - | -- | -- | -- | ---- | ------------- | --- | --- | --- | --- | --- | --- | --- | ------- | --- |
| 1    | Tigres del Quindío   | 33   | 14 | 10 | 3 | 1  | 29 | 11 | +18  | Segunda fase. |     | —   | 0–2 | 1–1 | 1–0 | 3–3 | 6–1 | 1–0     | 3–0 |
| 2    | Fair Play Colombia   | 32   | 14 | 10 | 2 | 2  | 33 | 16 | +17  | Segunda fase. |     | 0–1 | —   | 2–1 | 4–1 | 4–1 | 3–1 | 4–1     | 4–3 |
| 3    | Atlético Santa Rosa  | 30   | 14 | 9  | 3 | 2  | 31 | 15 | +16  | Segunda fase. |     | 1–1 | 1–0 | —   | 0–0 | 2–0 | 3–0 | 7–0     | 8–3 |
| 4    | Mario Gimenez        | 22   | 14 | 6  | 4 | 4  | 22 | 12 | +10  |               |     | 0–1 | 0–0 | 5–0 | —   | 2–1 | 2–0 | 3–0     | 1–0 |
| 5    | Atlético Tebaida     | 16   | 14 | 4  | 4 | 6  | 20 | 26 | −6   |               | 1–3 | 2–2 | 2–3 |     | —   | 1–1 | 3–0 | 1–0     |     |
| 6    | Acción Civica        | 10   | 14 | 2  | 4 | 8  | 16 | 31 | −15  |               | 1–3 | 1–2 | 1–2 | 1–1 | 2–3 | —   | 3–3 | 1–0     |     |
| 7    | Robinson Martinez    | 7    | 13 | 2  | 1 | 10 | 14 | 33 | −19  | Expulsado     |     | 1–2 | 0–1 | 0–1 | 0–4 | 3–0 | 0–1 | —       | 6–3 |
| 8    | Semillero de Titanes | 4    | 13 | 1  | 1 | 11 | 19 | 39 | −20  | Expulsado     |     | 0–3 | 3–5 | 0–1 | 4–3 | 1–2 | 2–2 | Anulado | —   |

 Fuente: Difutbol

### Grupo E
| Pos. | Equipo             | Pts. | PJ | G  | E | P  | GF | GC | Dif. | Clasificación |     | COR | TGV | VEN | ORO | DVA | MAG | MUN | VAL  | NOR | CAN     | RAC | CER     |
| ---- | ------------------ | ---- | -- | -- | - | -- | -- | -- | ---- | ------------- | --- | --- | --- | --- | --- | --- | --- | --- | ---- | --- | ------- | --- | ------- |
| 1    | Cortuluá "B"       | 61   | 22 | 20 | 1 | 1  | 63 | 16 | +47  | Segunda fase. |     | —   | 2–1 | 3–1 | 2–0 | 0–2 | 2–1 | 7–0 | 1–0  | 7–0 | 3–0     | 8–0 | 1–0     |
| 2    | Talentos G. V.     | 43   | 22 | 13 | 4 | 5  | 33 | 18 | +15  | Segunda fase. |     | 0–1 | —   | 0–2 | 0–4 | 2–1 | 1–1 | 3–1 | 3–0  | 2–1 | 4–0     | 3–0 | 1–0     |
| 3    | Ventura F. C.      | 42   | 22 | 12 | 6 | 4  | 40 | 28 | +12  | Segunda fase. |     | 1–2 | 1–1 | —   | 2–1 | 2–0 | 2–1 | 2–2 | 0–4  | 5–3 | 4–1     | 1–0 | 1–0     |
| 4    | Oros del Pacífico  | 40   | 22 | 13 | 1 | 8  | 47 | 25 | +22  | Segunda fase. |     | 1–2 | 1–2 | 2–2 | —   | 3–0 | 1–2 | 3–2 | 2–1  | 1–0 | 1–0     | 7–1 | 1–0     |
| 5    | Depor Valencia     | 40   | 22 | 13 | 1 | 8  | 30 | 22 | +8   | Segunda fase. |     | 0–3 | 0–1 | 1–0 | 1–4 | —   | 1–1 | 1–0 | 1–0  | 0–3 | 4–1     | 1–0 | 3–0     |
| 6    | Magia F. C.        | 36   | 22 | 10 | 6 | 6  | 30 | 18 | +12  |               |     | 2–3 | 0–1 | 0–1 | 3–0 | 1–0 | —   | 1–1 | 1–0  | 0–0 | 1–0     | 4–0 | 1–0     |
| 7    | Atlético Municipal | 31   | 22 | 8  | 7 | 7  | 36 | 42 | −6   |               | 3–3 | 0–4 | 2–2 | 1–7 | 0–3 | 0–0 | —   | 2–2 | 12–2 | 1–0 | 1–0     | 1–0 |         |
| 8    | Valencia F. C.     | 28   | 22 | 8  | 4 | 10 | 27 | 30 | −3   |               | 2–5 | 3–2 | 1–1 | 2–1 | 0–1 | 2–2 | 0–3 | —   | 3–1  | 1–1 | 4–1     | 1–0 |         |
| 9    | Norte del Valle    | 26   | 22 | 8  | 2 | 12 | 23 | 54 | −31  |               | 1–3 | 0–0 | 1–4 | 0–4 | 1–4 | 1–5 | 0–3 | 1–0 | —    | 2–0 | 2–1     | 1–0 |         |
| 10   | Candelaria F. C.   | 22   | 21 | 7  | 1 | 13 | 19 | 31 | −12  | Expulsado     |     | 1–2 | 0–1 | 2–4 | 2–1 | 0–1 | 3–1 | 0–1 | 1–0  | 0–1 | —       | 2–0 | 1–0     |
| 11   | Racing Guacarí     | 6    | 20 | 1  | 3 | 16 | 7  | 46 | −39  | Retirado      |     | 0–2 | 1–1 | 1–1 | 0–1 | 0–4 | 0–1 | 1–1 | 0–1  | 0–1 | Anulado | —   | Anulado |
| 12   | El Cerrito         | 0    | 21 | 0  | 0 | 21 | 0  | 25 | −25  | Expulsado     |     | 0–1 | 0–1 | 0–1 | 0–1 | 0–1 | 0–1 | 0–1 | 0–1  | 0–1 | 0–3     | 0–1 | —       |

 Fuente: Difutbol

### Grupo F
| Pos. | Equipo                    | Pts. | PJ | G  | E | P  | GF | GC | Dif. | Clasificación |     | IPP | ESC | TEJ | LOC | OLI | CAU | ARG | LOB | ARB |
| ---- | ------------------------- | ---- | -- | -- | - | -- | -- | -- | ---- | ------------- | --- | --- | --- | --- | --- | --- | --- | --- | --- | --- |
| 1    | Independiente Popayán     | 43   | 16 | 14 | 1 | 1  | 43 | 9  | +34  | Segunda fase. |     | —   | 2–0 | 3–2 | 1–0 | 1–0 | 3–0 | 4–1 | 2–0 | 5–0 |
| 2    | Escape con el Deporte     | 35   | 16 | 11 | 2 | 3  | 42 | 9  | +33  | Segunda fase. |     | 1–3 | —   | 0–1 | 0–0 | 6–0 | 2–0 | 5–0 | 5–0 | 5–3 |
| 3    | Atlético Puerto Tejada    | 31   | 16 | 9  | 4 | 3  | 27 | 11 | +16  | Segunda fase. |     | 0–1 | 0–1 | —   | 2–1 | 2–0 | 3–0 | 3–0 | 1–1 | 5–1 |
| 4    | Locos por el Fútbol       | 29   | 16 | 8  | 5 | 3  | 24 | 11 | +13  | Segunda fase. |     | 2–0 | 0–0 | 1–1 | —   | 3–2 | 1–0 | 5–0 | 4–0 | 3–1 |
| 5    | Olimpia Pandiguando       | 20   | 16 | 6  | 2 | 8  | 23 | 28 | −5   |               |     | 1–5 | 0–2 | 0–1 | 1–1 | —   | 2–2 | 4–0 | 2–1 | 4–1 |
| 6    | DeporCauca                | 18   | 16 | 5  | 3 | 8  | 18 | 24 | −6   | Expulsado     |     | 0–0 | 0–4 | 1–1 | 2–0 | 0–2 | —   | 5–0 | 0–1 | 2–0 |
| 7    | Independiente Argelia     | 13   | 16 | 4  | 1 | 11 | 14 | 46 | −32  |               |     | 0–3 | 0–5 | 0–0 | 0–1 | 1–0 | 5–1 | —   | 1–4 | 2–1 |
| 8    | Locos por el Fútbol "B"   | 9    | 16 | 2  | 3 | 11 | 14 | 37 | −23  |               | 0–3 | 0–3 | 1–3 | 1–1 | 2–3 | 0–3 | 2–3 | —   | 0–0 |     |
| 9    | Independiente Argelia "B" | 7    | 16 | 2  | 1 | 13 | 15 | 45 | −30  |               | 2–7 | 0–3 | 0–2 | 0–1 | 0–2 | 0–2 | 3–1 | 3–1 | —   |     |

 Fuente: Difutbol

### Grupo G
| Pos. | Equipo              | Pts. | PJ | G  | E | P  | GF | GC | Dif. | Clasificación |     | UPS | TUM | WIL | SAB | NAR | EST | FAL | BJN | HAL | ELI |
| ---- | ------------------- | ---- | -- | -- | - | -- | -- | -- | ---- | ------------- | --- | --- | --- | --- | --- | --- | --- | --- | --- | --- | --- |
| 1    | Unión Pacífico Sur  | 43   | 18 | 13 | 4 | 1  | 42 | 8  | +34  | Segunda fase. |     | —   | 1–0 | 1–0 | 3–1 | 1–0 | 3–0 | 2–0 | 4–1 | 6–0 | 6–0 |
| 2    | Deportivo Tumaco    | 39   | 18 | 12 | 3 | 3  | 36 | 10 | +26  | Segunda fase. |     | 1–1 | —   | 2–1 | 1–0 | 3–0 | 4–1 | 6–0 | 2–0 | 3–2 | 8–0 |
| 3    | Will Nariño         | 39   | 18 | 12 | 3 | 3  | 30 | 12 | +18  | Segunda fase. |     | 0–0 | 2–0 | —   | 1–0 | 3–1 | 0–0 | 2–0 | 2–0 | 3–1 | 2–0 |
| 4    | Deportivo La Sabana | 31   | 18 | 10 | 1 | 7  | 24 | 16 | +8   | Expulsado     |     | 1–0 | 1–0 | 2–1 | —   | 1–0 | 1–0 | 4–1 | 0–1 | 2–3 | 3–0 |
| 5    | Atlético Nariño     | 26   | 18 | 8  | 2 | 8  | 19 | 20 | −1   | Segunda fase. |     | 0–2 | 0–1 | 1–3 | 1–0 | —   | 5–2 | 0–0 | 0–0 | 3–1 | 2–1 |
| 6    | Estudiantes F. C.   | 21   | 18 | 6  | 3 | 9  | 20 | 26 | −6   |               |     | 2–2 | 0–2 | 1–2 | 0–0 | 1–0 | —   | 2–0 | 0–1 | 2–1 | 2–0 |
| 7    | Real Falcón         | 19   | 18 | 5  | 4 | 9  | 17 | 32 | −15  |               | 0–3 | 0–0 | 0–1 | 3–0 | 0–2 | 2–1 | —   | 0–4 | 2–2 | 1–1 |     |
| 8    | Boca Juniors Nariño | 17   | 18 | 5  | 2 | 11 | 16 | 31 | −15  |               | 1–5 | 1–2 | 0–2 | 0–2 | 1–2 | 1–0 | 1–5 | —   | 0–2 | 1–1 |     |
| 9    | Halcones            | 15   | 18 | 4  | 3 | 11 | 20 | 38 | −18  |               | 1–1 | 1–1 | 1–3 | 1–5 | 0–1 | 0–1 | 0–1 | 1–3 | —   | 1–0 |     |
| 10   | Élite F. C.         | 6    | 18 | 1  | 3 | 14 | 11 | 40 | −29  |               | 0–1 | 0–1 | 2–2 | 0–1 | 0–1 | 2–5 | 1–2 | 1–0 | 2–3 | —   |     |

 Fuente: Difutbol

### Grupo H
| Pos. | Equipo                      | Pts. | PJ | G  | E | P  | GF | GC | Dif. | Clasificación         |     | USA | CAT | EST | ACI | TIG | SPA | CED | BEL |
| ---- | --------------------------- | ---- | -- | -- | - | -- | -- | -- | ---- | --------------------- | --- | --- | --- | --- | --- | --- | --- | --- | --- |
| 1    | Universidad Sergio Arboleda | 31   | 14 | 10 | 1 | 3  | 41 | 21 | +20  | Segunda fase.         |     | —   | 3–0 | 2–1 | 2–4 | 1–1 | 3–2 | 6–4 | 6–0 |
| 2    | Caterpillar Motor           | 30   | 14 | 10 | 0 | 4  | 39 | 16 | +23  | Segunda fase.         |     | 5–0 | —   | 0–2 | 3–2 | 3–1 | 3–1 | 1–0 | 7–0 |
| 3    | Estudiantes de la Plata     | 29   | 14 | 9  | 2 | 3  | 30 | 18 | +12  | Segunda fase.         |     | 3–2 | 0–1 | —   | 0–0 | 2–2 | 2–1 | 2–0 | 3–0 |
| 4    | Academia Internacional      | 28   | 14 | 9  | 1 | 4  | 37 | 16 | +21  | Posible segunda fase. |     | 0–3 | 2–0 | 4–1 | —   | 3–1 | 3–1 | 4–0 | 0–3 |
| 5    | Tigres "B"                  | 18   | 14 | 5  | 3 | 6  | 30 | 32 | −2   |                       |     | 1–2 | 0–2 | 2–4 | 4–2 | —   | 3–1 | 4–1 | 5–2 |
| 6    | Sparta F. C.                | 13   | 14 | 4  | 1 | 9  | 20 | 36 | −16  |                       | 0–2 | 2–1 | 2–3 | 0–9 | 1–3 | —   | 2–1 | 1–1 |     |
| 7    | Corporación El Dorado       | 9    | 14 | 3  | 0 | 11 | 25 | 41 | −16  |                       | 0–5 | 2–6 | 2–3 | 0–1 | 6–0 | 1–3 | —   | 5–1 |     |
| 8    | Belhorizon                  | 5    | 14 | 1  | 2 | 11 | 11 | 53 | −42  |                       | 1–4 | 1–6 | 0–5 | 0–3 | 2–2 | 1–3 | 1–3 | —   |     |

 Fuente: Difutbol

### Grupo I
| Pos. | Equipo               | Pts. | PJ | G  | E | P  | GF | GC | Dif. | Clasificación         |     | BAN | LQU | FAI | UNI | EST | JUV | QUI | CRI |
| ---- | -------------------- | ---- | -- | -- | - | -- | -- | -- | ---- | --------------------- | --- | --- | --- | --- | --- | --- | --- | --- | --- |
| 1    | Banfield             | 33   | 14 | 10 | 3 | 1  | 36 | 14 | +22  | Segunda fase.         |     | —   | 0–0 | 3–2 | 1–0 | 3–2 | 3–2 | 4–2 | 8–0 |
| 2    | La Quinta Sport      | 30   | 14 | 9  | 3 | 2  | 25 | 7  | +18  | Retirado              |     | 0–1 | —   | 1–0 | 1–1 | 2–0 | 3–2 | 3–0 | 5–0 |
| 3    | Fair Play            | 25   | 14 | 7  | 4 | 3  | 33 | 21 | +12  | Segunda fase.         |     | 1–1 | 1–1 | —   | 2–2 | 3–2 | 4–1 | 3–1 | 3–2 |
| 4    | Unión Bogotá         | 23   | 14 | 6  | 5 | 3  | 24 | 13 | +11  | Segunda fase.         |     | 0–1 | 2–1 | 1–1 | —   | 0–1 | 4–0 | 3–0 | 5–1 |
| 5    | Estrella Roja        | 22   | 14 | 6  | 4 | 4  | 24 | 14 | +10  | Posible segunda fase. |     | 0–0 | 0–1 | 2–1 | 2–2 | —   | 1–1 | 6–1 | 2–0 |
| 6    | Juventus             | 17   | 14 | 5  | 2 | 7  | 26 | 26 | 0    | Expulsado             |     | 2–1 | 0–1 | 0–3 | 1–2 | 0–0 | —   | 5–1 | 5–1 |
| 7    | Quilmes              | 7    | 14 | 2  | 1 | 11 | 16 | 45 | −29  |                       |     | 1–4 | 0–1 | 4–5 | 1–1 | 0–5 | 1–3 | —   | 2–1 |
| 8    | Asociación Cristiana | 0    | 14 | 0  | 0 | 14 | 9  | 53 | −44  |                       | 2–6 | 0–5 | 0–4 | 0–1 | 0–1 | 1–4 | 1–2 | —   |     |

 Fuente: Difutbol

### Grupo J
| Pos. | Equipo           | Pts. | PJ | G  | E | P  | GF | GC | Dif. | Clasificación         |     | AGU | FAA | FIR | JUB | DIS | LYO | SAL | TIG |
| ---- | ---------------- | ---- | -- | -- | - | -- | -- | -- | ---- | --------------------- | --- | --- | --- | --- | --- | --- | --- | --- | --- |
| 1    | Águilas Bacatá   | 35   | 14 | 11 | 2 | 1  | 49 | 20 | +29  | Segunda fase.         |     | —   | 6–0 | 2–2 | 2–2 | 4–6 | 3–1 | 3–1 | 7–1 |
| 2    | Fuerzas Armadas  | 29   | 14 | 9  | 2 | 3  | 34 | 23 | +11  | Segunda fase.         |     | 2–5 | —   | 2–2 | 3–0 | 3–1 | 2–2 | 3–0 | 2–1 |
| 3    | First Level      | 28   | 14 | 8  | 4 | 2  | 37 | 19 | +18  | Segunda fase.         |     | 1–2 | 0–3 | —   | 1–1 | 3–2 | 3–0 | 7–0 | 6–0 |
| 4    | Juventus "B"     | 28   | 14 | 8  | 4 | 2  | 29 | 21 | +8   | Posible segunda fase. |     | 1–4 | 1–0 | 2–2 | —   | 3–0 | 4–1 | 4–3 | 2–1 |
| 5    | Distrito Elite   | 19   | 14 | 6  | 1 | 7  | 29 | 27 | +2   |                       |     | 0–3 | 1–2 | 2–3 | 1–2 | —   | 2–1 | 3–1 | 3–0 |
| 6    | Lyon             | 10   | 14 | 2  | 4 | 8  | 19 | 34 | −15  |                       | 2–3 | 1–4 | 0–1 | 2–2 | 1–1 | —   | 0–3 | 2–1 |     |
| 7    | Atlético Salitre | 7    | 14 | 2  | 1 | 11 | 22 | 46 | −24  |                       | 0–3 | 2–4 | 2–3 | 0–2 | 0–4 | 5–5 | —   | 2–1 |     |
| 8    | Atlético Tigres  | 3    | 14 | 1  | 0 | 13 | 14 | 43 | −29  | Expulsado             |     | 1–2 | 1–4 | 1–3 | 1–3 | 1–3 | 0–1 | 4–3 | —   |

 Fuente: Difutbol

### Grupo K
| Pos. | Equipo               | Pts. | PJ | G  | E | P  | GF | GC | Dif. | Clasificación |     | LLA  | BIC | ALL  | ATO | RCU | UCA | UNI | PDL |
| ---- | -------------------- | ---- | -- | -- | - | -- | -- | -- | ---- | ------------- | --- | ---- | --- | ---- | --- | --- | --- | --- | --- |
| 1    | Llaneros "B"         | 37   | 14 | 12 | 1 | 1  | 42 | 10 | +32  | Segunda fase. |     | —    | 3–0 | 1–0  | 3–0 | 3–1 | 3–0 | 1–0 | 3–0 |
| 2    | Bicentenario         | 32   | 14 | 10 | 2 | 2  | 29 | 11 | +18  | Segunda fase. |     | 3–1  | —   | 1–0  | 2–0 | 1–2 | 2–1 | 3–0 | 3–0 |
| 3    | Alianza Llanos       | 23   | 14 | 7  | 2 | 5  | 41 | 15 | +26  | Segunda fase. |     | 0–1  | 1–3 | —    | 0–0 | 1–2 | 4–1 | 3–1 | 8–2 |
| 4    | Atlético del Oriente | 22   | 14 | 6  | 4 | 4  | 29 | 18 | +11  |               |     | 2–4  | 0–0 | 0–1  | —   | 2–0 | 6–3 | 5–2 | 4–0 |
| 5    | Real Cumare          | 21   | 14 | 6  | 3 | 5  | 31 | 23 | +8   |               | 3–4 | 2–4  | 0–0 | 1–3  | —   | 8–3 | 3–0 | 5–0 |     |
| 6    | Unión Casanare       | 12   | 14 | 3  | 3 | 8  | 33 | 43 | −10  |               | 1–3 | 0–0  | 3–5 | 1–1  | 2–4 | —   | 3–3 | 9–2 |     |
| 7    | Unitropico           | 10   | 14 | 2  | 4 | 8  | 13 | 26 | −13  |               | 0–0 | 1–3  | 0–4 | 0–0  | 0–0 | 0–1 | —   | 5–0 |     |
| 8    | Promesas del Llano   | 1    | 14 | 0  | 1 | 13 | 7  | 79 | −72  | Expulsado     |     | 0–12 | 0–4 | 0–14 | 1–6 | 0–0 | 2–5 | 0–1 | —   |

 Fuente: Difutbol

### Grupo L
| Pos. | Equipo                  | Pts. | PJ | G | E | P  | GF | GC | Dif. | Clasificación         |     | CER | ASF | INV | BYN | MES | CAT | LIB | TAL |
| ---- | ----------------------- | ---- | -- | - | - | -- | -- | -- | ---- | --------------------- | --- | --- | --- | --- | --- | --- | --- | --- | --- |
| 1    | Cerro Pionono           | 27   | 14 | 8 | 3 | 3  | 27 | 12 | +15  | Segunda fase.         |     | —   | 3–0 | 1–0 | 2–2 | 1–0 | 2–0 | 1–1 | 5–0 |
| 2    | AS F. C.                | 27   | 14 | 7 | 6 | 1  | 22 | 13 | +9   | Segunda fase.         |     | 2–1 | —   | 1–1 | 3–0 | 1–0 | 1–0 | 1–1 | 3–1 |
| 3    | Invictus Ubaté          | 26   | 14 | 7 | 5 | 2  | 29 | 11 | +18  | Segunda fase.         |     | 1–1 | 1–1 | —   | 3–2 | 3–1 | 3–1 | 2–0 | 6–0 |
| 4    | Academia Blanco y Negro | 24   | 14 | 7 | 3 | 4  | 29 | 19 | +10  | Posible segunda fase. |     | 3–2 | 0–2 | 1–0 | —   | 3–1 | 0–2 | 0–0 | 3–0 |
| 5    | Deportivo La Mesa       | 20   | 14 | 6 | 2 | 6  | 20 | 17 | +3   | Expulsado             |     | 2–0 | 1–1 | 1–1 | 0–3 | —   | 3–1 | 0–1 | 2–0 |
| 6    | Catenaccio F. C.        | 16   | 14 | 4 | 4 | 6  | 16 | 19 | −3   |                       |     | 0–3 | 1–1 | 0–0 | 1–1 | 1–4 | —   | 3–0 | 3–0 |
| 7    | Libertad                | 10   | 14 | 1 | 7 | 6  | 11 | 24 | −13  |                       | 0–3 | 2–2 | 1–3 | 2–5 | 0–1 | 1–1 | —   | 1–1 |     |
| 8    | Talentos Colombia       | 2    | 14 | 0 | 2 | 12 | 7  | 46 | −39  |                       | 1–2 | 1–3 | 0–5 | 1–6 | 1–4 | 0–2 | 1–1 | —   |     |

 Fuente: Difutbol

### Grupo LL
| Pos. | Equipo            | Pts. | PJ | G | E | P | GF | GC | Dif. | Clasificación |     | SUR | FLA | SAN | SNO | NGE | SOC |
| ---- | ----------------- | ---- | -- | - | - | - | -- | -- | ---- | ------------- | --- | --- | --- | --- | --- | --- | --- |
| 1    | Suramericano      | 28   | 10 | 9 | 1 | 0 | 22 | 3  | +19  | Segunda fase. |     | —   | 1–1 | 2–0 | 3–1 | 5–0 | 1–0 |
| 2    | Atlético Flamengo | 20   | 10 | 6 | 2 | 2 | 17 | 9  | +8   | Segunda fase. |     | 0–1 | —   | 2–0 | 2–1 | 1–2 | 1–0 |
| 3    | Club Santoto      | 12   | 10 | 3 | 3 | 4 | 14 | 13 | +1   |               |     | 1–2 | 1–1 | —   | 0–1 | 2–1 | 5–2 |
| 4    | Sabana Norte      | 12   | 10 | 3 | 3 | 4 | 9  | 15 | −6   |               | 0–5 | 2–3 | 0–0 | —   | 1–0 | 1–1 |     |
| 5    | Nueva Generación  | 8    | 10 | 2 | 2 | 6 | 8  | 19 | −11  |               | 0–1 | 1–3 | 1–4 | 1–1 | —   | 1–0 |     |
| 6    | Soccer Star       | 3    | 10 | 0 | 3 | 7 | 5  | 16 | −11  | Expulsado     |     | 0–1 | 0–3 | 1–1 | 0–1 | 1–1 | —   |

 Fuente: Difutbol

### Grupo M
| Pos. | Equipo           | Pts. | PJ | G  | E | P  | GF | GC | Dif. | Clasificación |     | FIO | NEI | SPO | ITF | JUV | DES | DIG | EHC | ACA |
| ---- | ---------------- | ---- | -- | -- | - | -- | -- | -- | ---- | ------------- | --- | --- | --- | --- | --- | --- | --- | --- | --- | --- |
| 1    | Fiorentina F. C. | 33   | 16 | 10 | 3 | 3  | 29 | 14 | +15  | Segunda fase. |     | —   | 2–3 | 1–1 | 4–1 | 2–0 | 2–0 | 3–0 | 0–0 | 3–1 |
| 2    | DeporNeiva       | 32   | 16 | 9  | 5 | 2  | 25 | 15 | +10  | Segunda fase. |     | 1–0 | —   | 0–1 | 2–2 | 1–2 | 1–0 | 3–0 | 3–2 | 1–0 |
| 3    | Sporting Caquetá | 31   | 16 | 9  | 4 | 3  | 41 | 18 | +23  | Segunda fase. |     | 1–2 | 2–2 | —   | 2–0 | 1–1 | 3–0 | 4–1 | 3–0 | 4–2 |
| 4    | ITFIP            | 30   | 16 | 9  | 3 | 4  | 28 | 16 | +12  | Segunda fase. |     | 1–0 | 0–1 | 3–2 | —   | 1–1 | 1–0 | 6–0 | 3–1 | 2–0 |
| 5    | Juventud Huila   | 28   | 16 | 7  | 7 | 2  | 30 | 20 | +10  |               |     | 4–4 | 0–1 | 2–2 | 2–0 | —   | 3–2 | 0–0 | 1–1 | 3–2 |
| 6    | La Despensa      | 15   | 16 | 4  | 3 | 9  | 18 | 26 | −8   |               | 0–1 | 2–2 | 3–2 | 0–3 | 2–2 | —   | 1–1 | 1–0 | 3–1 |     |
| 7    | Digar            | 14   | 16 | 3  | 5 | 8  | 17 | 29 | −12  |               | 1–2 | 0–0 | 0–3 | 1–1 | 0–2 | 3–4 | —   | 1–0 | 1–0 |     |
| 8    | Deportivo EHC    | 10   | 16 | 2  | 4 | 10 | 9  | 26 | −17  | Expulsado     |     | 0–1 | 0–3 | 1–5 | 0–1 | 1–2 | 1–0 | 0–0 | —   | 1–0 |
| 9    | Academia F. C.   | 8    | 16 | 2  | 2 | 12 | 11 | 42 | −31  |               |     | 0–2 | 1–1 | 0–5 | 0–3 | 0–5 | 2–0 | 0–8 | 1–1 | —   |

 Fuente: Difutbol

### Grupo N
| Pos. | Equipo                      | Pts. | PJ | G  | E | P  | GF | GC | Dif. | Clasificación |     | QUI | CAI | ILU | SAB | ITA  | CAC | BOC | BER | EST | COS | CAR |
| ---- | --------------------------- | ---- | -- | -- | - | -- | -- | -- | ---- | ------------- | --- | --- | --- | --- | --- | ---- | --- | --- | --- | --- | --- | --- |
| 1    | Deportivo Quique            | 41   | 20 | 12 | 5 | 3  | 61 | 30 | +31  | Segunda fase. |     | —   | 0–0 | 1–0 | 3–4 | 2–3  | 1–0 | 1–1 | 3–3 | 3–2 | 6–1 | 4–0 |
| 2    | Caimanes del Magdalena      | 39   | 20 | 11 | 6 | 3  | 48 | 19 | +29  | Segunda fase. |     | 4–0 | —   | 0–0 | 0–1 | 2–0  | 1–0 | 0–0 | 4–0 | 3–0 | 9–1 | 5–0 |
| 3    | Ilusión Naranja             | 38   | 20 | 11 | 5 | 4  | 59 | 30 | +29  | Segunda fase. |     | 2–6 | 0–1 | —   | 3–1 | 2–0  | 1–2 | 3–0 | 6–2 | 4–4 | 6–1 | 4–0 |
| 4    | Real Sabanalarga            | 33   | 20 | 9  | 6 | 5  | 38 | 31 | +7   | Segunda fase. |     | 3–3 | 1–3 | 2–3 | —   | 1–1  | 3–1 | 1–1 | 3–2 | 2–2 | 1–0 | 3–2 |
| 5    | Academia Italiana           | 31   | 20 | 9  | 4 | 7  | 35 | 33 | +2   | Segunda fase. |     | 1–2 | 3–1 | 3–6 | 2–1 | —    | 1–1 | 2–3 | 3–1 | 2–2 | 1–0 | 2–0 |
| 6    | Club Cachorros              | 28   | 20 | 8  | 4 | 8  | 43 | 37 | +6   |               |     | 3–3 | 3–3 | 0–5 | 1–0 | 1–2  | —   | 2–1 | 3–1 | 1–3 | 1–0 | 4–1 |
| 7    | Boca Juniors de Soledad     | 28   | 20 | 7  | 7 | 6  | 29 | 21 | +8   |               | 0–1 | 1–2 | 0–1 | 1–1 | 2–2 | 0–0  | —   | 2–0 | 2–0 | 0–1 | 4–0 |     |
| 8    | Beraca APK                  | 23   | 20 | 6  | 5 | 9  | 39 | 49 | −10  |               | 1–5 | 2–2 | 3–3 | 1–1 | 0–2 | 5–4  | 1–3 | —   | 3–2 | 3–0 | 4–1 |     |
| 9    | Estudiantes de la Provincia | 20   | 20 | 5  | 5 | 10 | 36 | 53 | −17  |               | 1–4 | 4–4 | 1–6 | 1–5 | 2–1 | 1–3  | 0–3 | 1–1 | —   | 5–2 | 2–3 |     |
| 10   | Cosmos Santo Tomás          | 18   | 20 | 6  | 0 | 14 | 26 | 55 | −29  |               | 1–5 | 3–2 | 0–2 | 0–2 | 3–1 | 4–3  | 3–0 | 1–2 | 1–2 | —   | 4–2 |     |
| 11   | Caribe Sport                | 7    | 20 | 2  | 1 | 17 | 18 | 72 | −54  |               | 0–8 | 0–0 | 2–2 | 2–3 | 1–3 | 1–10 | 0–4 | 0–4 | 1–2 | 2–0 | —   |     |

 Fuente: Difutbol

### Grupo Ñ
| Pos. | Equipo              | Pts. | PJ | G  | E | P  | GF | GC | Dif. | Clasificación |     | MOM | BOL | HAP | BOQ | PYF | CEL | SJA | FCA | BAL | CAR | DCA | BAB     |
| ---- | ------------------- | ---- | -- | -- | - | -- | -- | -- | ---- | ------------- | --- | --- | --- | --- | --- | --- | --- | --- | --- | --- | --- | --- | ------- |
| 1    | Real Mompox         | 48   | 22 | 15 | 3 | 4  | 35 | 17 | +18  | Segunda fase. |     | —   | 0–1 | 3–2 | 1–0 | 2–1 | 0–1 | 0–0 | 2–0 | 3–0 | 1–0 | 0–1 | 1–0     |
| 2    | Bolívar F. C.       | 47   | 22 | 15 | 2 | 5  | 36 | 18 | +18  | Segunda fase. |     | 0–2 | —   | 0–2 | 1–0 | 1–1 | 3–0 | 2–1 | 1–0 | 2–1 | 3–0 | 2–1 | 1–0     |
| 3    | Happy Kids          | 43   | 22 | 13 | 4 | 5  | 42 | 28 | +14  | Segunda fase. |     | 5–5 | 3–2 | —   | 0–1 | 2–0 | 0–3 | 1–1 | 2–1 | 3–0 | 2–0 | 5–1 | 1–0     |
| 4    | Boquilla F. C.      | 42   | 22 | 13 | 3 | 6  | 34 | 24 | +10  | Segunda fase. |     | 1–2 | 1–0 | 1–0 | —   | 1–1 | 3–3 | 2–0 | 4–3 | 3–3 | 1–0 | 3–0 | 1–0     |
| 5    | Paz y Futuro        | 40   | 22 | 11 | 7 | 4  | 28 | 16 | +12  | Segunda fase. |     | 1–0 | 0–1 | 1–1 | 1–0 | —   | 0–0 | 2–1 | 1–1 | 3–0 | 2–0 | 4–0 | 1–0     |
| 6    | Celeste F. C.       | 33   | 22 | 9  | 6 | 7  | 27 | 28 | −1   |               |     | 1–2 | 1–4 | 0–1 | 0–1 | 1–0 | —   | 1–1 | 1–2 | 3–2 | 1–0 | 2–1 | 1–0     |
| 7    | Unión San Jacinto   | 32   | 22 | 8  | 8 | 6  | 34 | 24 | +10  |               | 0–1 | 0–0 | 1–2 | 3–0 | 0–0 | 3–1 | —   | 1–1 | 1–1 | 1–0 | 4–1 | 1–0 |         |
| 8    | Fantasía Cartagena  | 29   | 22 | 7  | 8 | 7  | 41 | 37 | +4   |               | 1–4 | 1–3 | 1–1 | 3–4 | 3–3 | 2–2 | 2–2 | —   | 1–1 | 1–0 | 4–0 | 3–0 |         |
| 9    | Balón Pie Positivo  | 22   | 21 | 5  | 7 | 9  | 27 | 39 | −12  | Expulsado     |     | 1–0 | 3–1 | 0–2 | 0–3 | 1–2 | 1–1 | 1–4 | 2–2 | —   | 3–3 | 4–1 | Anulado |
| 10   | Academia Carmen     | 18   | 22 | 5  | 3 | 14 | 22 | 33 | −11  | Expulsado     |     | 1–2 | 1–2 | 4–0 | 0–1 | 0–1 | 0–1 | 3–1 | 1–2 | 1–1 | —   | 2–0 | 2–0     |
| 11   | Deportiva Cartagena | 15   | 22 | 5  | 0 | 17 | 24 | 59 | −35  |               |     | 0–2 | 0–3 | 3–4 | 3–2 | 0–1 | 1–2 | 3–7 | 1–4 | 0–1 | 5–3 | —   | 1–0     |
| 12   | Baby Sports         | 0    | 21 | 0  | 0 | 21 | 0  | 25 | −25  | Retirado      |     | 0–1 | 0–2 | 0–1 | 0–1 | 0–1 | 0–1 | 0–1 | 0–1 | 0–1 | 0–1 | 0–1 | —       |

 Fuente: Difutbol

### Grupo O
| Pos. | Equipo                | Pts. | PJ | G  | E | P  | GF | GC | Dif. | Clasificación         |     | AZU | CON | JAG | NAP | SUL | EMB | PAZ | INT | WIN | DIE |
| ---- | --------------------- | ---- | -- | -- | - | -- | -- | -- | ---- | --------------------- | --- | --- | --- | --- | --- | --- | --- | --- | --- | --- | --- |
| 1    | Equipo Azul           | 44   | 18 | 14 | 2 | 2  | 39 | 14 | +25  | Segunda fase.         |     | —   | 3–1 | 0–0 | 1–1 | 3–0 | 4–1 | 2–0 | 2–0 | 4–3 | 3–0 |
| 2    | Cóndor F. C.          | 33   | 18 | 10 | 3 | 5  | 31 | 24 | +7   | Segunda fase.         |     | 0–4 | —   | 2–2 | 2–1 | 1–0 | 1–3 | 4–1 | 3–0 | 2–2 | 3–0 |
| 3    | Unión Jagüera         | 33   | 18 | 9  | 6 | 3  | 33 | 22 | +11  | Segunda fase.         |     | 3–0 | 1–0 | —   | 1–0 | 2–2 | 3–4 | 2–1 | 1–0 | 2–1 | 1–1 |
| 4    | Nápoles               | 29   | 18 | 7  | 8 | 3  | 33 | 22 | +11  | Segunda fase.         |     | 1–0 | 3–1 | 4–2 | —   | 3–2 | 2–1 | 1–1 | 2–1 | 1–1 | 7–0 |
| 5    | Sultanes FG           | 21   | 18 | 5  | 6 | 7  | 24 | 27 | −3   | Posible segunda fase. |     | 1–2 | 1–2 | 1–4 | 1–1 | —   | 1–1 | 3–1 | 3–1 | 1–0 | 1–1 |
| 6    | Los Embajadores       | 20   | 18 | 6  | 2 | 10 | 26 | 32 | −6   | Expulsado             |     | 1–2 | 0–1 | 0–3 | 1–3 | 0–1 | —   | 2–1 | 1–2 | 4–1 | 4–0 |
| 7    | Club Formativo La Paz | 19   | 18 | 4  | 7 | 7  | 24 | 31 | −7   |                       |     | 0–2 | 1–0 | 2–2 | 0–0 | 2–1 | 0–1 | —   | 4–4 | 2–2 | 4–2 |
| 8    | Internacional         | 16   | 18 | 3  | 7 | 8  | 23 | 31 | −8   |                       | 0–1 | 0–1 | 1–2 | 2–2 | 2–2 | 2–2 | 1–1 | —   | 2–2 | 2–1 |     |
| 9    | Winner F. C.          | 14   | 18 | 2  | 8 | 8  | 23 | 32 | −9   |                       | 1–3 | 2–3 | 1–0 | 2–2 | 0–2 | 3–0 | 1–1 | 1–1 | —   | 0–0 |     |
| 10   | San Diego             | 13   | 18 | 2  | 7 | 9  | 17 | 38 | −21  |                       | 1–3 | 2–2 | 2–2 | 1–1 | 1–1 | 2–0 | 1–2 | 0–2 | 2–0 | —   |     |

 Fuente: Difutbol

### Grupo P
| Pos. | Equipo             | Pts. | PJ | G | E | P | GF | GC | Dif. | Clasificación |     | GUA | DJM | SEU | URI |
| ---- | ------------------ | ---- | -- | - | - | - | -- | -- | ---- | ------------- | --- | --- | --- | --- | --- |
| 1    | Guajira F. C.      | 16   | 6  | 5 | 1 | 0 | 9  | 1  | +8   | Segunda fase. |     | —   | 1–0 | 2–1 | 1–0 |
| 2    | Deportivo J. M.    | 11   | 6  | 3 | 2 | 1 | 9  | 5  | +4   | Segunda fase. |     | 0–0 | —   | 3–0 | 1–1 |
| 3    | Semillero Uribiero | 4    | 6  | 1 | 1 | 4 | 5  | 11 | −6   |               |     | 0–2 | 2–3 | —   | 1–0 |
| 4    | Club Urimar        | 2    | 6  | 0 | 2 | 4 | 3  | 9  | −6   |               | 0–3 | 1–2 | 1–1 | —   |     |

 Fuente: Difutbol

### Grupo Q
| Pos. | Equipo                    | Pts. | PJ | G | E | P  | GF | GC | Dif. | Clasificación |     | RPE | TUR | URA | TIG | ATS | EST  | SSA |
| ---- | ------------------------- | ---- | -- | - | - | -- | -- | -- | ---- | ------------- | --- | --- | --- | --- | --- | --- | ---- | --- |
| 1    | Rey Pelé                  | 28   | 12 | 9 | 1 | 2  | 26 | 6  | +20  | Segunda fase. |     | —   | 2–0 | 1–0 | 2–0 | 2–2 | 4–0  | 1–0 |
| 2    | Turbo F. C.               | 27   | 12 | 8 | 3 | 1  | 33 | 5  | +28  | Segunda fase. |     | 1–0 | —   | 0–0 | 0–0 | 4–0 | 13–0 | 3–0 |
| 3    | Deportivo Urabá Antioquía | 23   | 12 | 7 | 2 | 3  | 26 | 17 | +9   | Segunda fase. |     | 2–0 | 1–3 | —   | 3–3 | 2–1 | 5–2  | 1–0 |
| 4    | Tigres del Sinú           | 20   | 12 | 6 | 2 | 4  | 20 | 18 | +2   |               |     | 1–3 | 1–4 | 1–4 | —   | 2–1 | 7–1  | 1–0 |
| 5    | Atlético Sinú             | 17   | 12 | 5 | 2 | 5  | 15 | 16 | −1   |               | 0–2 | 1–1 | 5–2 | 0–1 | —   | 2–0 | 1–0  |     |
| 6    | Estrellas de Tierralta    | 6    | 12 | 2 | 0 | 10 | 7  | 50 | −43  |               | 0–8 | 0–3 | 1–5 | 1–2 | 0–1 | —   | 1–0  |     |
| 7    | Soccer Sahagunense        | 0    | 12 | 0 | 0 | 12 | 0  | 14 | −14  | Retirado      |     | 0–1 | 0–1 | 0–1 | 0–1 | 0–1 | 0–1  | —   |

 Fuente: Difutbol

### Grupo R
| Pos. | Equipo                   | Pts. | PJ | G  | E | P  | GF | GC | Dif. | Clasificación         |     | ONC  | SAN | SAM | MAG | TAL | BOC | TOL | COR | SAB | FLE  |
| ---- | ------------------------ | ---- | -- | -- | - | -- | -- | -- | ---- | --------------------- | --- | ---- | --- | --- | --- | --- | --- | --- | --- | --- | ---- |
| 1    | Once Sucre               | 38   | 18 | 10 | 8 | 0  | 37 | 15 | +22  | Segunda fase.         |     | —    | 1–1 | 2–1 | 1–1 | 2–1 | 2–2 | 2–1 | 5–1 | 1–0 | 8–0  |
| 2    | Independiente San Marcos | 36   | 18 | 10 | 6 | 2  | 41 | 12 | +29  | Segunda fase.         |     | 2–2  | —   | 2–0 | 1–1 | 3–0 | 2–1 | 1–0 | 2–0 | 1–1 | 5–0  |
| 3    | Sampués F. C.            | 34   | 18 | 9  | 7 | 2  | 25 | 11 | +14  | Segunda fase.         |     | 0–0  | 1–1 | —   | 1–1 | 2–1 | 3–0 | 2–0 | 1–0 | 6–0 | 1–0  |
| 4    | Juventud Real Magangué   | 33   | 18 | 8  | 9 | 1  | 26 | 11 | +15  | Segunda fase.         |     | 0–0  | 0–0 | 1–1 | —   | 0–1 | 0–0 | 3–0 | 2–1 | 4–2 | 4–0  |
| 5    | Talento Corozalero       | 30   | 18 | 9  | 3 | 6  | 25 | 19 | +6   | Posible segunda fase. |     | 1–2  | 1–0 | 0–0 | 0–0 | —   | 1–4 | 1–1 | 2–0 | 4–1 | 3–1  |
| 6    | Boca Juniors Sincelejo   | 25   | 18 | 6  | 7 | 5  | 32 | 19 | +13  |                       |     | 1–2  | 0–0 | 1–1 | 0–0 | 1–2 | —   | 2–1 | 1–1 | 2–1 | 11–0 |
| 7    | Toluviejo                | 17   | 18 | 4  | 5 | 9  | 14 | 24 | −10  |                       | 1–1 | 0–1  | 0–1 | 2–2 | 0–1 | 3–2 | —   | 0–0 | 0–3 | 1–0 |      |
| 8    | Corsur Unión Urabá       | 14   | 18 | 3  | 5 | 10 | 12 | 26 | −14  |                       | 1–1 | 0–2  | 0–1 | 0–2 | 1–0 | 0–0 | 1–2 | —   | 0–0 | 4–1 |      |
| 9    | Sabaneros                | 10   | 18 | 2  | 4 | 12 | 16 | 35 | −19  |                       | 1–3 | 1–3  | 1–1 | 0–1 | 0–2 | 0–2 | 1–1 | 3–0 | —   | 0–1 |      |
| 10   | Fleming Threee           | 6    | 18 | 2  | 0 | 16 | 11 | 67 | −56  |                       | 0–2 | 1–14 | 1–2 | 1–2 | 1–4 | 0–2 | 0–1 | 1–2 | 3–1 | —   |      |

 Fuente: Difutbol

### Grupo S
| Pos. | Equipo               | Pts. | PJ | G  | E | P  | GF | GC | Dif. | Clasificación         |     | PRO | CUC | INT | CHA | OLI | ANI | SDN | QTO |
| ---- | -------------------- | ---- | -- | -- | - | -- | -- | -- | ---- | --------------------- | --- | --- | --- | --- | --- | --- | --- | --- | --- |
| 1    | La Provincia         | 34   | 14 | 11 | 1 | 2  | 29 | 10 | +19  | Segunda fase.         |     | —   | 1–0 | 2–0 | 3–2 | 3–1 | 3–2 | 2–0 | 4–0 |
| 2    | Cúcuta F. C.         | 26   | 14 | 8  | 2 | 4  | 39 | 23 | +16  | Segunda fase.         |     | 0–3 | —   | 2–4 | 5–2 | 0–0 | 4–1 | 4–0 | 6–2 |
| 3    | Internacional Patios | 26   | 14 | 7  | 5 | 2  | 32 | 22 | +10  | Segunda fase.         |     | 3–1 | 2–2 | —   | 3–3 | 1–1 | 2–2 | 4–1 | 2–1 |
| 4    | Atlético Chapinero   | 25   | 14 | 8  | 1 | 5  | 37 | 22 | +15  | Posible segunda fase. |     | 1–2 | 0–3 | 4–2 | —   | 1–2 | 5–0 | 1–0 | 4–1 |
| 5    | Olímpicas Fútbol     | 24   | 14 | 6  | 6 | 2  | 27 | 16 | +11  |                       |     | 0–0 | 4–1 | 3–3 | 0–2 | —   | 2–0 | 2–2 | 1–0 |
| 6    | Aniversario          | 11   | 14 | 3  | 2 | 9  | 14 | 36 | −22  |                       | 1–0 | 1–4 | 0–1 | 0–7 | 0–2 | —   | 1–1 | 3–1 |     |
| 7    | Santander del Norte  | 9    | 14 | 2  | 3 | 9  | 19 | 31 | −12  |                       | 0–1 | 3–4 | 1–3 | 1–2 | 2–2 | 3–1 | —   | 2–3 |     |
| 8    | Quinta Oriental      | 3    | 14 | 1  | 0 | 13 | 11 | 48 | −37  |                       | 0–4 | 0–4 | 0–2 | 0–3 | 1–7 | 1–3 | 1–3 | —   |     |

 Fuente: Difutbol

### Grupo S2
| Pos. | Equipo              | Pts. | PJ | G | E | P  | GF | GC | Dif. | Clasificación |     | LNO | PAM | FUT  | ALT | RES | ADG | SPO  |
| ---- | ------------------- | ---- | -- | - | - | -- | -- | -- | ---- | ------------- | --- | --- | --- | ---- | --- | --- | --- | ---- |
| 1    | Deportivo La Norte  | 27   | 12 | 8 | 3 | 1  | 26 | 10 | +16  | Segunda fase. |     | —   | 2–1 | 2–1  | 1–0 | 0–2 | 4–1 | 6–2  |
| 2    | Pamplona            | 26   | 12 | 8 | 2 | 2  | 43 | 7  | +36  | Segunda fase. |     | 1–1 | —   | 4–0  | 5–0 | 3–0 | 6–0 | 11–0 |
| 3    | Futuro Rosarense    | 20   | 12 | 6 | 2 | 4  | 41 | 15 | +26  | Segunda fase. |     | 2–2 | 1–2 | —    | 1–1 | 1–0 | 5–0 | 10–0 |
| 4    | Alto Pamplonita     | 18   | 12 | 5 | 3 | 4  | 16 | 18 | −2   |               |     | 0–0 | 3–2 | 0–4  | —   | 0–0 | 5–1 | 0–3  |
| 5    | Real Estudiantes    | 14   | 12 | 4 | 2 | 6  | 12 | 11 | +1   |               | 0–1 | 0–1 | 3–1 | 1–2  | —   | 1–2 | 3–0 |      |
| 6    | Astros de Guaimaral | 8    | 12 | 2 | 2 | 8  | 8  | 34 | −26  |               | 0–2 | 1–1 | 1–5 | 0–3  | 0–0 | —   | 3–0 |      |
| 7    | Sporting H. M.      | 6    | 12 | 2 | 0 | 10 | 8  | 59 | −51  | Expulsado     |     | 0–5 | 0–7 | 0–10 | 0–2 | 0–2 | 0–3 | —    |

 Fuente: Difutbol

### Grupo T
| Pos. | Equipo                | Pts. | PJ | G | E | P | GF | GC | Dif. | Clasificación         |     | OLY | RBU | TDS | RPS | FER | RSN | ATS |
| ---- | --------------------- | ---- | -- | - | - | - | -- | -- | ---- | --------------------- | --- | --- | --- | --- | --- | --- | --- | --- |
| 1    | Olympic               | 29   | 12 | 9 | 2 | 1 | 35 | 9  | +26  | Segunda fase.         |     | —   | 3–2 | 3–0 | 1–1 | 5–1 | 8–0 | 4–0 |
| 2    | Real Bucaramanga      | 24   | 12 | 7 | 3 | 2 | 33 | 15 | +18  | Segunda fase.         |     | 0–1 | —   | 1–1 | 1–1 | 5–3 | 5–0 | 3–0 |
| 3    | Talentos del Sur      | 22   | 12 | 6 | 4 | 2 | 23 | 15 | +8   | Segunda fase.         |     | 3–0 | 0–2 | —   | 1–1 | 1–1 | 2–1 | 5–0 |
| 4    | River Plate Santander | 17   | 12 | 4 | 5 | 3 | 14 | 11 | +3   | Posible segunda fase. |     | 1–1 | 2–3 | 0–1 | —   | 2–1 | 2–0 | 2–0 |
| 5    | Deportivo Ferry       | 12   | 12 | 3 | 3 | 6 | 25 | 28 | −3   |                       |     | 1–3 | 1–1 | 2–2 | 1–0 | —   | 7–1 | 3–4 |
| 6    | Real Soto Norte       | 8    | 12 | 2 | 2 | 8 | 12 | 44 | −32  |                       | 0–4 | 1–5 | 3–4 | 1–1 | 4–3 | —   | 1–1 |     |
| 7    | Atlético Santander    | 7    | 12 | 2 | 1 | 9 | 10 | 30 | −20  |                       | 0–2 | 2–5 | 1–3 | 0–1 | 0–1 | 2–0 | —   |     |

 Fuente: Difutbol

### Mejor cuarto Grupos H, I, J y L
| Pos. | Equipo                  | Pts. | PJ | G | E | P | GF | GC | Dif. | Clasificación |
| ---- | ----------------------- | ---- | -- | - | - | - | -- | -- | ---- | ------------- |
| 1    | Academia Internacional  | 28   | 14 | 9 | 1 | 4 | 37 | 18 | +19  | Segunda fase. |
| 2    | Juventus "B"            | 28   | 14 | 8 | 4 | 2 | 29 | 21 | +8   |               |
| 3    | Academia Blanco y Negro | 24   | 14 | 7 | 3 | 4 | 29 | 19 | +10  |               |
| 4    | Estrella Roja           | 22   | 14 | 6 | 4 | 4 | 24 | 14 | +10  |               |

 Fuente: Difutbol

### Mejor cuarto Grupos S y T
| Pos. | Equipo                | Pts. | PJ | G | E | P | GF | GC | Dif. | Clasificación |
| ---- | --------------------- | ---- | -- | - | - | - | -- | -- | ---- | ------------- |
| 1    | Atlético Chapinero    | 25   | 14 | 8 | 1 | 5 | 37 | 22 | +15  | Segunda fase. |
| 2    | River Plate Santander | 17   | 12 | 4 | 5 | 3 | 14 | 11 | +3   |               |

 Fuente: Difutbol

### Mejor quinto Grupos O y R
| Pos. | Equipo             | Pts. | PJ | G | E | P | GF | GC | Dif. | Clasificación |
| ---- | ------------------ | ---- | -- | - | - | - | -- | -- | ---- | ------------- |
| 1    | Talento Corozalero | 30   | 18 | 9 | 3 | 6 | 25 | 19 | +6   | Segunda fase. |
| 2    | Sultanes FG        | 21   | 18 | 5 | 6 | 7 | 24 | 27 | −3   |               |

 Fuente: Difutbol

## Fase eliminatoria
Equipos clasificados:
| Grupo A - Soccer Law - Atlético Urabaense - Deportivo Bello Grupo B - Total Soccer - Medellín City - Atlético Nacional "B" Grupo C - Nueva Generación Tadó - Mineritos de Tadó - Linaje Grupo D - Atlético Cartago - Masiaz F. C. - Manizales F. C. Grupo D2 - Tigres del Quindío - Atlético Santa Rosa - Atlético Fair Play Grupo E - Cortuluá "B" - Talentos GV - Oros del Pacífico - Depor Valencia - Ventura F. C. |  | Grupo F - Independiente Popayán - Escape con el Deporte - Atlético Puerto Tejada - Club Locos por el fútbol Grupo G - Unión Pacífico Sur - Deportivo Tumaco - Will Nariño - Atlético Nariño Grupo H - Estudiantes de La Plata - Caterpillar Motor - Universidad Sergio Arboleda - Academia Internacional Grupo I - Banfield - Unión Bogotá - Fair Play Grupo J - Águilas Bacatá - First Level - Fuerzas Armadas Grupo K - Llaneros B - Bicentenario F. C. - Alianza Llanos |  | Grupo L - Cerro Pionono - Invictus Ubaté - AS F. C. Grupo LL - Suramericano F. C. - Atlético Flamengo Grupo M - Fiorentina F. C. - ITFIP - Sporting Caquetá - DeporNeiva Grupo N - Ilusión Naranja - Deportivo Quique - Caimanes del Magdalena - Real Sabanalarga - Academia Italiana Grupo Ñ - Happy Kids - Bolívar F. C. - Paz y Futuro - Real Mompox - Boquilla F. C. Grupo O - Equipo Azul - Cóndor F. C. - Nápoles Becerril - Unión Jaguera |  | Grupo P - Deportivo J. M. - Guajira F. C. Grupo Q - Turbo F. C. - Rey Pelé - Urabá Antioquia Grupo R - Independiente San Marcos - Once Sucre - Sampués F. C. - Juventud Real Magangué - Talento Corozalero Grupo S - La Provincia F. C. - Cúcuta F. C. - Internacional Patios - Atlético Chapinero Grupo S2 - Pamplona F. C. - Deportivo La Norte - Futuro Rosarense Grupo T - Olympic - Real Bucaramanga - Talentos del Sur |

Total de equipos clasificados: 84

### Segunda fase
Los 84 equipos clasificados provenientes de la zona de grupos se enfrentaron en llaves de eliminación directa. Los partidos de ida se jugaron entre los días 9 y 12 de septiembre, mientras que los partidos de vuelta entre el 16 y 21 de septiembre. Fueron locales en el partido de vuelta los equipos mejor ubicados por posición. En caso de ocupar la misma posición se tomará como criterio los puntos conseguidos sin importar el número de partidos jugados.
| Local en la ida           | Agr.           | Local en la vuelta          | Ida | Vuelta |
| ------------------------- | -------------- | --------------------------- | --- | ------ |
| Linaje                    | 1-7            | Soccer Law                  | 1-1 | 0-6    |
| First Level               | 3-5            | Total Soccer                | 1-1 | 2-4    |
| Atlético Nacional "B"     | 3-3 (4-3 p.)   | Nueva Generación Tadó       | 2-2 | 1-1    |
| Invictus Ubaté            | 0-2            | Atlético Cartago            | 0-0 | 0-2    |
| Ventura F. C.             | 2-2 (12-11 p.) | Tigres del Quindío          | 2-1 | 0-1    |
| Atlético Nariño           | 0-4            | Cortuluá "B"                | 0-1 | 0-3    |
| Estudiantes de la Plata   | 2-2 (2-4 p.)   | Independiente Popayán       | 1-0 | 1-2    |
| Depor Valencia            | 0-1            | Unión Pacífico Sur          | 0-0 | 0-1    |
| Manizales F. C.           | 3-1            | Universidad Sergio Arboleda | 3-0 | 0-1    |
| ITFIP                     | 7-2            | Banfield                    | 5-1 | 2-1    |
| Alianza Llanos            | 1-3            | Águilas Bacatá              | 1-1 | 1-2    |
| Fair Play                 | 1-3            | Llaneros "B"                | 0-0 | 1-3    |
| Sporting Caquetá          | 7-9            | Cerro Pionono               | 7-3 | 0-6    |
| Deportivo Bello           | 2-1            | Suramericano                | 1-1 | 1-0    |
| Atlético Santa Rosa       | 1-1 (4-2 p.)   | Fiorentina F. C.            | 1-0 | 0-1    |
| Paz y Futuro              | 1-6            | Deportivo Quique            | 1-2 | 0-4    |
| Juventud Real Magangué    | 1-1 (5-4 p.)   | Real Mompox                 | 1-0 | 0-1    |
| Academia Italiana         | 2-6            | Equipo Azul                 | 0-3 | 2-3    |
| Nápoles                   | 4-3            | Guajira F. C.               | 2-2 | 2-1    |
| Boquilla F. C.            | 1-3            | Rey Pelé                    | 0-1 | 1-2    |
| Deportivo Urabá Antioquia | 2-4            | Once Sucre                  | 1-2 | 1-2    |
| Talentos del Sur          | 1-5            | La Provincia                | 1-2 | 0-3    |
| Internacional Patios      | 3-3 (5-4 p.)   | Deportivo La Norte          | 2-1 | 1-2    |
| Futuro Rosarense          | 3-1            | Olympic                     | 1-1 | 2-0    |
| Mineritos Tadó            | 4-6            | Atlético Urabaense          | 3-2 | 1-4    |
| Medellín City             | 3-5            | Escape con el Deporte       | 1-2 | 2-3    |
| Fuerzas Armadas           | 3-4            | Masíaz                      | 0-2 | 3-2    |
| AS F. C.                  | 3-2            | Fair Play Colombia          | 3-2 | 0-0    |
| Academia Internacional    | 1-1 (3-5 p.)   | Talentos GV                 | 0-0 | 1-1    |
| Atlético Puerto Tejada    | 6-0            | Deportivo Tumaco            | 3-0 | 3-0    |
| Caterpillar Motor         | 4-6            | DeporNeiva                  | 3-2 | 1-4    |
| Oros del Pacífico         | 4-3            | Unión Bogotá                | 3-0 | 1-3    |
| Atlético Flamengo         | 0-4            | Bicentenario                | 0-1 | 0-3    |
| Locos por el Fútbol       | 0-3            | Will Nariño                 | 0-1 | 0-2    |
| Cóndor F. C.              | 2-3            | Caimanes del Magdalena      | 2-1 | 0-2    |
| Independiente San Marcos  | 3-2            | Bolívar F. C.               | 2-1 | 1-1    |
| Unión Jagüera             | 3-3 (9-10 p.)  | Deportivo J. M.             | 2-1 | 1-2    |
| Sampués F. C.             | 0-1            | Turbo F. C.                 | 0-0 | 0-1    |
| Real Bucaramanga          | 3-2            | Cúcuta F. C.                | 1-2 | 2-0    |
| Atlético Chapinero        | 5-5 (3-5 p.)   | Pamplona F. C.              | 4-3 | 1-2    |
| Real Sabanalarga          | 4-2            | Happy Kids                  | 1-0 | 3-2    |
| Talento Corozalero        | 1-1 (7-6 p.)   | Ilusión Naranja             | 0-1 | 1-0    |

### Mejor perdedor Costa Atlántica
El mejor perdedor de las llaves entre los equipos de la región caribe clasifica a la tercera ronda, Solo se muestran los cinco primeros.
| Pos. | Equipo          | Pts. | PJ | G | E | P | GF | GC | Dif. | Clasificación |
| ---- | --------------- | ---- | -- | - | - | - | -- | -- | ---- | ------------- |
| 1    | Unión Jagüera   | 3    | 2  | 1 | 0 | 1 | 3  | 3  | 0    | Tercera fase. |
| 2    | Real Mompox     | 3    | 2  | 1 | 0 | 1 | 1  | 1  | 0    |               |
| 3    | Ilusión Naranja | 3    | 2  | 1 | 0 | 1 | 1  | 1  | 0    |               |
| 4    | Cóndor F. C.    | 3    | 2  | 1 | 0 | 1 | 2  | 3  | −1   |               |
| 5    | Guajira F. C.   | 1    | 2  | 0 | 1 | 1 | 3  | 4  | −1   |               |

 Fuente: Difutbol

### Mejor perdedor Zonal del Interior
El mejor perdedor de la región del interior clasificó a la tercera ronda. Solo se muestran los cinco primeros.
| Pos. | Equipo                  | Pts. | PJ | G | E | P | GF | GC | Dif. | Clasificación |
| ---- | ----------------------- | ---- | -- | - | - | - | -- | -- | ---- | ------------- |
| 1    | Tigres del Quindío      | 3    | 2  | 1 | 0 | 1 | 2  | 2  | 0    | Tercera fase. |
| 2    | Estudiantes de La Plata | 3    | 2  | 1 | 0 | 1 | 2  | 2  | 0    |               |
| 3    | Fiorentina F. C.        | 3    | 2  | 1 | 0 | 1 | 1  | 1  | 0    |               |
| 4    | Fuerzas Armadas         | 3    | 2  | 1 | 0 | 1 | 3  | 4  | −1   |               |
| 5    | Unión Bogotá            | 3    | 2  | 1 | 0 | 1 | 3  | 4  | −1   |               |

 Fuente: Difutbol

### Tercera fase
Jugaron 44 equipos proveniente de la fase II incluidos dos mejores perdedores. Los partidos de ida se jugaron entre los días 24 y 25 de septiembre, mientras que los partidos de vuelta entre el 1 y 2 de octubre. Fueron locales en el partido de vuelta los equipos con mayor puntaje en la segunda fase.
| Local en la ida          | Agr.         | Local en la vuelta     | Ida | Vuelta |
| ------------------------ | ------------ | ---------------------- | --- | ------ |
| Atlético Santa Rosa      | 3-7          | Soccer Law             | 2-2 | 1-5    |
| Deportivo Bello          | 0-4          | Total Soccer           | 0-2 | 0-2    |
| Atlético Nacional "B"    | 6-1          | Cerro Pionono          | 3-0 | 3-1    |
| Atlético Cartago         | 1-7          | Llaneros "B"           | 1-1 | 0-6    |
| Ventura F. C.            | 2-2 (2-4 p.) | Águilas Bacatá         | 2-2 | 0-0    |
| Cortuluá "B"             | 6-3          | ITFIP                  | 2-1 | 4-2    |
| Independiente Popayán    | 1-6          | Manizales F. C.        | 1-2 | 0-4    |
| Atlético Urabaense       | 1-2          | Unión Pacífico Sur     | 0-0 | 1-2    |
| Turbo F. C.              | 2-3          | Deportivo Quique       | 2-0 | 0-3    |
| Juventud Real Magangué   | 3-4          | Deportivo J. M.        | 2-2 | 1-2    |
| Independiente San Marcos | 2-8          | Equipo Azul            | 1-3 | 1-5    |
| Caimanes del Magdalena   | 2-1          | Nápoles                | 2-0 | 0-1    |
| Talento Corozalero       | 1-1(6-7 p.)  | Rey Pelé               | 1-0 | 0-1    |
| Real Sabanalarga         | 4-6          | Once Sucre             | 4-4 | 0-2    |
| Unión Jagüera            | 1-4          | La Provincia           | 1-1 | 0-3    |
| Internacional Patios     | 2-3          | Real Bucaramanga       | 2-2 | 0-1    |
| Pamplona F. C.           | 3-7          | Futuro Rosarense       | 1-3 | 2-4    |
| Escape con el Deporte    | 1-0          | Wil Nariño             | 0-0 | 1-0    |
| Masiaz                   | 2-1          | Bicentenario           | 2-0 | 0-1    |
| Oros del Pacífico        | 2-1          | AS F. C.               | 2-0 | 0-1    |
| Talentos GV              | 1-3          | DeporNeiva             | 0-1 | 1-2    |
| Tigres del Quindío       | 1-3          | Atlético Puerto Tejada | 1-0 | 0-3    |

### Cuarta fase
Los partidos de ida se jugaron entre los días 8 y 9 de octubre, mientras que los partidos de vuelta entre el 15 y 17 del mismo mes. Serán locales en el partido de vuelta los equipos con mayor puntaje en la tercera fase.
| Local en la ida        | Agr.         | Local en la vuelta | Ida | Vuelta |
| ---------------------- | ------------ | ------------------ | --- | ------ |
| Deportivo Quique       | 5-4          | Soccer Law         | 3-1 | 2-3    |
| Deportivo J.M.         | 3-4          | Total Soccer       | 0-0 | 3-4    |
| Atlético Nacional "B"  | 3-6          | Equipo Azul        | 1-2 | 2-4    |
| Caimanes del Magdalena | 3-4          | Llaneros "B"       | 1-1 | 2-3    |
| Águilas Bacatá         | 2-1          | Rey Pelé           | 1-0 | 1-1    |
| Once Sucre             | 2-5          | Cortuluá "B"       | 2-1 | 0-4    |
| La Provincia           | 1-2          | Manizales F. C.    | 1-0 | 0-2    |
| Real Bucaramanga       | 0-3          | Unión Pacífico Sur | 0-1 | 0-2    |
| Atlético Puerto Tejada | 3-2          | Futuro Rosarense   | 0-2 | 3-0    |
| Escape con el Deporte  | 9-1          | DeporNeiva         | 4-1 | 5-0    |
| Masiaz                 | 4-4 (6-7 p.) | Oros del Pacífico  | 2-2 | 2-2    |

### Mejor perdedor Cuarta fase
| Pos. | Equipo           | Pts. | PJ | G | E | P | GF | GC | Dif. | Clasificación |
| ---- | ---------------- | ---- | -- | - | - | - | -- | -- | ---- | ------------- |
| 1    | Soccer Law       | 3    | 2  | 1 | 0 | 1 | 4  | 5  | −1   | Quinta fase.  |
| 2    | Futuro Rosarense | 3    | 2  | 1 | 0 | 1 | 2  | 3  | −1   |               |
| 3    | La Provincia     | 3    | 2  | 1 | 0 | 1 | 1  | 2  | −1   |               |
| 4    | Once Sucre       | 3    | 2  | 1 | 0 | 1 | 2  | 5  | −3   |               |
| 5    | Masiaz           | 2    | 2  | 0 | 2 | 0 | 4  | 4  | 0    |               |

 Fuente: Difutbol

### Quinta fase
Los partidos de ida se jugaron entre los días 22 y 23 de octubre, mientras que los partidos de vuelta entre el 29 y 30 del mismo mes. Serán locales en el partido de vuelta los equipos con mayor puntaje en la cuarta fase.
| Local en la ida        | Agr.         | Local en la vuelta    | Ida | Vuelta |
| ---------------------- | ------------ | --------------------- | --- | ------ |
| Oros del Pacífico      | 4-3          | Deportivo Quique      | 4-2 | 0-1    |
| Total Soccer           | 3-1          | Escape con el Deporte | 3-0 | 0-1    |
| Atlético Puerto Tejada | 1-2          | Equipo Azul           | 0-0 | 1-2    |
| Llaneros "B"           | 1-6          | Unión Pacífico Sur    | 0-2 | 1-4    |
| Manizales F. C.        | 1-1 (3-4 p.) | Águilas Bacatá        | 1-0 | 0-1    |
| Soccer Law             | 3-5          | Cortuluá "B"          | 1-2 | 2-3    |

### Sexta fase
Los partidos de ida se jugaron entre los días 5 y 6 de noviembre, mientras que los partidos de vuelta entre el 12 y 13 del mismo mes. Serán locales en el partido de vuelta los equipos con mayor puntaje en la quinta fase.
| Local en la ida   | Agr. | Local en la vuelta | Ida | Vuelta |
| ----------------- | ---- | ------------------ | --- | ------ |
| Oros del Pacífico | 2-10 | Cortuluá "B"       | 0-2 | 2-8    |
| Águilas Bacatá    | 0-3  | Total Soccer       | 0-1 | 0-2    |
| Equipo Azul       | 7-3  | Unión Pacífico Sur | 5-0 | 2-3    |

### Mejor perdedor Sexta fase
| Pos. | Equipo             | Pts. | PJ | G | E | P | GF | GC | Dif. | Clasificación |
| ---- | ------------------ | ---- | -- | - | - | - | -- | -- | ---- | ------------- |
| 1    | Unión Pacífico Sur | 3    | 2  | 1 | 0 | 1 | 3  | 7  | −4   | Semifinal.    |
| 2    | Águilas Bacatá     | 0    | 2  | 0 | 0 | 2 | 0  | 3  | −3   |               |
| 3    | Oros del Pacífico  | 0    | 2  | 0 | 0 | 2 | 2  | 10 | −8   |               |

 Fuente: Difutbol

### Semifinales
Los partidos de ida se jugaron entre los días 19 y 20 de noviembre, mientras que los partidos de vuelta entre el 26 y 27 del mismo mes. Serán locales en el partido de vuelta los equipos con mayor puntaje en la sexta fase.
| Local en la ida    | Agr. | Local en la vuelta | Ida | Vuelta |
| ------------------ | ---- | ------------------ | --- | ------ |
| Equipo Azul        | 3-2  | Cortuluá "B"       | 2-1 | 1-1    |
| Unión Pacífico Sur | 0-3  | Total Soccer       | 0-0 | 0-3    |

### Final
- La hora de cada encuentro corresponde al huso horario que rige a Colombia (UTC-5).

| 3 de diciembre de 2022 | Equipo Azul                                          | 2:1 (2:1) | Total Soccer           | Cancha Las Flores, Valledupar |                         |
| 14:00                  | Gilberto Jímenez Molina 36' Odacir Pérez Montero 45' | Reporte   | Juan Herrera Rivera 7' | Árbitro(s): Isai Medina       | Árbitro(s): Isai Medina |

| 10 de diciembre de 2022 | Total Soccer                                  | 2:1 (0:0) (5:4 p.)         | Equipo Azul                                   | Cancha Marte, Medellín |                        |
| 14:00                   | Joan Córdoba 82' William Fierro 90' (pen.)    | Reporte                    | Gilberto Jimenez 68'                          | Árbitro(s): Juan Mejía | Árbitro(s): Juan Mejía |
|                         |                                               | Tiros desde el punto penal |                                               |                        |                        |
|                         | Córdoba · García · Morón · Fierro · Gutierrez |                            | Aragón · Carranza · Estrada · Venecia · Pérez |                        |                        |

| Bandera de la Ciudad de Medellín |
| Campeón Total Soccer 1er. título |

## Goleadores
| Jugador           | Equipos           | Goles |
| ----------------- | ----------------- | ----- |
| Kevin Peñaloza    | Cortuluá "B"      | 37    |
| Teobaldo Martinez | Deportivo Quique  | 28    |
| Edmar Jaimes      | Cúcuta F. C.      | 26    |
| Neyler Correa     | Deportivo Quique  | 25    |
| Natanael Marín    | Unión Casanare    | 19    |
| Jhon Viveros      | Oros del Pacífico | 19    |
| Keivis Pedroza    | Once Sucre        | 18    |
| Brayan Monterroza | Happy Kids        | 17    |
| Ronald Hurtado    | Distrito Elite    | 17    |
| Gilberto Jimenez  | Equipo Azul       | 16    |
| Fuente: Difutbol  |                   |       |